# 화약 음모 사건
화약 음모 사건(영어: The Gunpowder Plot)은 1605년 로버트 캐츠비를 비롯한 공모자들이 잉글랜드의 제임스 1세의 암살을 모의하였다가 사전에 발각되어 실패한 사건이다. 음모에 가담한 사람들은 수장령과 가톨릭 탄압에 반발하여 성공회를 거부하던 잉글랜드 가톨릭 신도들이었다. 이 때문에 화약 역모 음모, 예수회 역모라고도 불린다.

## 개요
음모는 1605년 11월 5일 영국 상원의 개회식에 맞추어 의회 건물을 폭파하여 왕과 의원을 살해한 뒤 미들랜드에서 반란을 일으켜 당시 9세이던 제임스 1세의 딸 엘리자베스 스튜어트를 가톨릭 군주로서 옹립하려는 것이었다. 캐츠비는 스코틀랜드 왕국의 군주였던 제임스 1세가 잉글랜드의 왕위를 계승하게 되면서 비국교도에 대한 종교적 관용이 늘어나리라 기대하였으나, 성공회에 대한 강요와 카톨릭에 대한 차별이 계속되자 음모를 계획하게 되었다. 음모를 공모한 인물들은 로버트 캐츠비를 비롯하여 존 라이트와 크리스토퍼 라이트 형제, 로버트 윈터와 토머스 윈터 형제, 토머스 퍼시, 가이 포크스, 로버트 키스, 토머스 베이츠, 존 그런트, 엠브로즈 룩우드, 에버러드 디그비, 프란시스 트레셤의 열 세명이었다. 가이 포크스는 네덜란드 남부에서 신생 개신교 국가인 네덜란드공화국에 맞서 가톨릭 국가인 스페인의 편에서 참전한 경력이 있었다.
1605년 10월 26일 제4대 몬터글 남작 윌리엄 파커 앞으로 음모를 알리는 익명의 편지가 전달되었다. 편지는 곧바로 국왕에게 보고되었고, 11월 5일 새벽 의회 건물을 수색하여 가이 포크스를 화약을 쌓아 놓은 현장에서 체포하였다. 음모가 발각되자 공모자들은 체포되었다. 공모자들 가운데 몇 이 숨어 있던 홀베치 하우스에서는 체포 과정에서 총격전이 일어났고 로버트 캐츠비가 쏜 총에 경비병 한 명이 사망하였다. 공모자들은 런던탑에 수감되어 고문을 받았으며 음모에 대한 재판은 1606년 1월 27일 개최되었다. 재판을 받을 당시까지 살아 남은 가이 포크스를 비롯한 여덟 명이 판결을 받았으며 교수척장분지형을 선고받았다.
공모자들 가운데 상당수가 예수회 수사였기 때문에 국왕 시역 시도에 예수회가 연관되었다는 의혹이 있었고 잉글랜드 예수회 신부였던 헨리 가넷이 배후로 지목되었다. 가넷은 역모를 자백하고 사형되었으나 그가 실재 얼마나 음모를 알고 있었는 지에는 의문이 있다. 가넷은 런던탑에서 자신이 들은 내용은 고해성사를 통해 알게 된 것이 때문에 관련자를 누설할 수 없다고 주장하였다. 잉글랜드에서는 반가톨릭 여론이 일었지만 제임스 1세는 더 이상 가톨릭 교회에 책임을 묻지는 않았다. 그의 재위 당시 가톨릭 고위 인사들은 자신의 지위를 계속하여 유지하였다.
사건 이후 11월 5일에는 교회의 종을 울리고 국왕의 건재를 축수하는 행사가 열렸다. 이는 오늘날까지 이어지는 가이 포크스의 밤의 기원이 되었다.

## 배경

### 잉글랜드 종교개혁

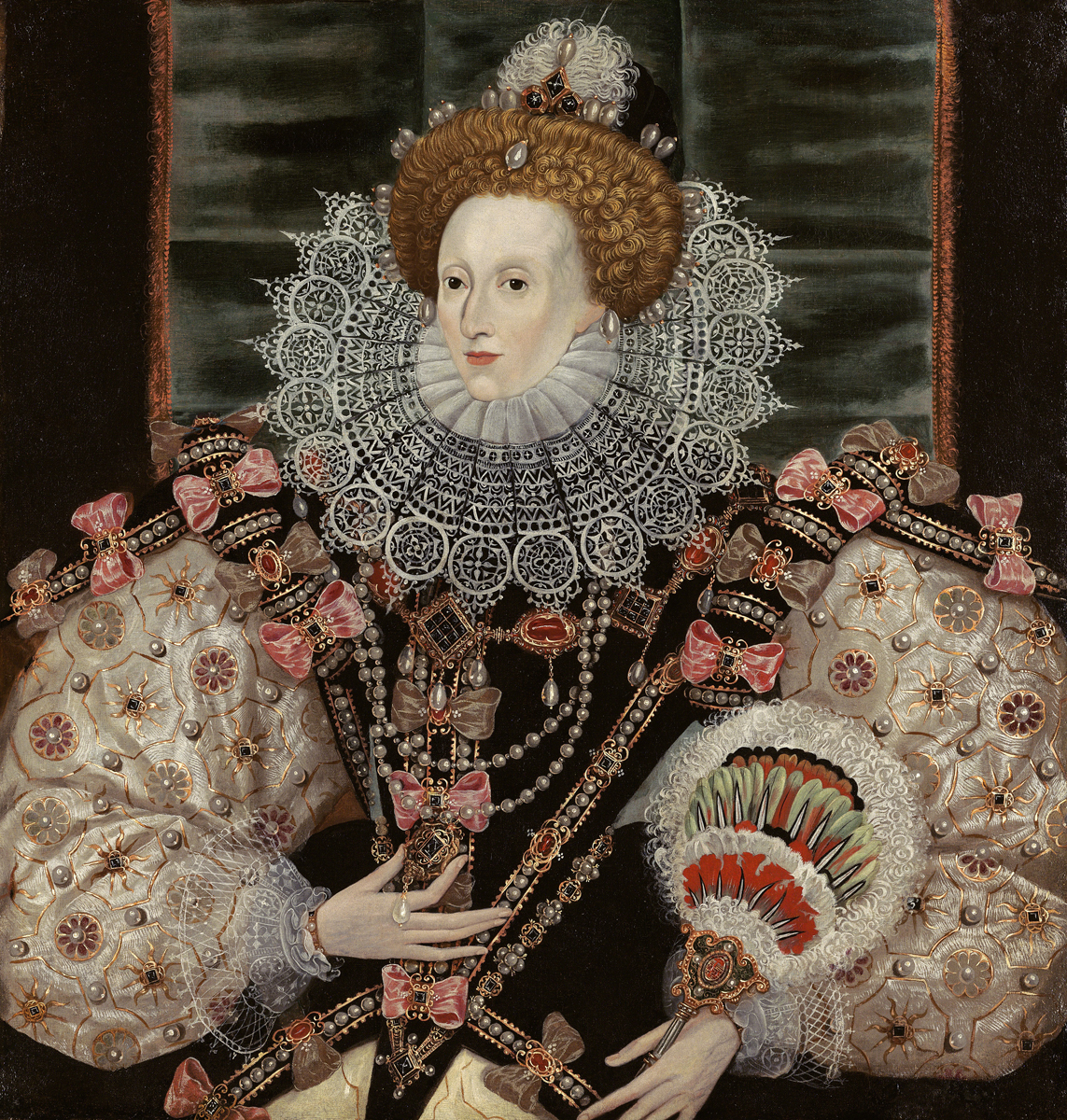
엘리자베스 1세

1534년 헨리 8세는 수장령을 선포하였다. 이로서 헨리 8세 이후 잉글랜드의 군주들은 서임권을 포함한 잉글랜드 교회의 모든 권리를 자신에게 귀속시켰다. 그러나 많은 사람들이 수장령을 거부하고 로마 가톨릭을 고수하였고, 칼뱅주의를 따르는 개신교도인 청교도들 역시 비국교도로 남았다. 이러한 상황은 잉글랜드 내에서 종교적 갈등을 불러일으켰다. 헨리 8세의 딸인 엘리자베스 1세는 왕실을 교회와 국가의 수장으로 인정하기만 한다면 어떤 기독교 교파이든 관용적으로 처우하려는 온건한 종교정책을 주장을 하였다. 그러나 이런 유화책에도 불구하고 상당수의 로마 가톨릭 신도들은 성공회를 완강히 거부하였고, 비밀리에 카톨릭 신앙을 이어갔다.
영국 성공회는 엘리자베스 1세 시대의 잉글랜드를 유지하는 기반 가운데 하나였다.:308 그러나 수장령에도 불구하고 잉글랜드의 남동부를 제외한 대부분의 지역에서 주민들은 여전히 로마 가톨릭을 신봉하였다. 성서 해석에 기반한 개신교의 교의는 농촌의 글을 읽지 못하는 사람들에게 큰 반향을 얻기 어려웠고, 또한 예수회의 가톨릭 선교 역시 같은 이유로 제한적이었다. 수장령 이후 엘리자베스 1세 시기까지 잉글랜드의 가톨릭 신도들은 확고한 신념이 있어서라기 보다는 그저 살아남으려는 노력의 일환으로서 자신의 신앙을 고수하였다.:308-310 한편 잉글랜드의 청교도들은 자신들의 신앙을 인정받기 원하였으나 여전히 공직에서 거부되었다. 17세기에 들어 청교도들은 대서양을 건너 아메리카로 이주하기 시작하였고 잉글랜드는 사상 최초로 이입 인구보다 이출 인구가 더 많이 발생하는 일을 겪게 된다.:344

### 후계 문제
엘리자베스 1세는 독신으로 자녀가 없었기 때문에 생전부터 누가 후계에 오를 것인가 하는 문제가 있었다. 많은 가톨릭 신도들은 엘리자베스 1세의 사촌이자 가톨릭 신자였던 메리 스튜어트가 왕위를 계승하길 희망하였으나 그녀는 1587년 반란죄로 참수형을 당하였다. 잉글랜드의 국무장관이었던 로버트 세실은 메리의 아들이자 잉글랜드 왕위 계승 서열 1위인 스코틀랜드의 제임스 6세와 국사를 상의하고 그가 왕위를 계승하도록 지원하였다.
추방당한 가톨릭 교도들 가운데 일부는 메리 1세의 부군으로 잉글랜드의 공동통치자였던 스페인의 펠리페 2세의 딸인 인판타 이사벨라가 엘리자베스 1세의 후계자가 되길 바랬고, 제임스 1세와 엘리자베스 1세 양쪽 모두와 친족으로 가톨릭에 관용적인 아벨라 스튜어트를 지지하는 사람들도 있었다. 엘리자베스 1세가 병이 들자 여왕의 병세는 "교황파의 최우선 관심사"가 되었다. 아벨라 스튜어트가 런던으로 다가오자 추밀원은 교황파가 그녀를 납치할 것을 우려하였다.
엘리자베스 1세가 사망한 뒤 왕위 계승은 큰 사고 없이 진행되었다. 제임스가 스코틀랜드의 국왕이자 잉글랜드의 국왕으로 즉위하게 되면서 두 왕국은 동군연합의 형태가 되었다. 제임스는 스코틀랜드의 제임스 5세의 손자로서 스코틀랜드 국왕으로서는 제임스 6세가 되고, 잉글랜드에서는 엘리자베스 1세의 종질(從姪)로서 제임스 1세가 된다. 1603년 3월 24일 세실은 제임스 1세의 즉위식을 주관하였다.

### 제임스 1세 즉위 초기

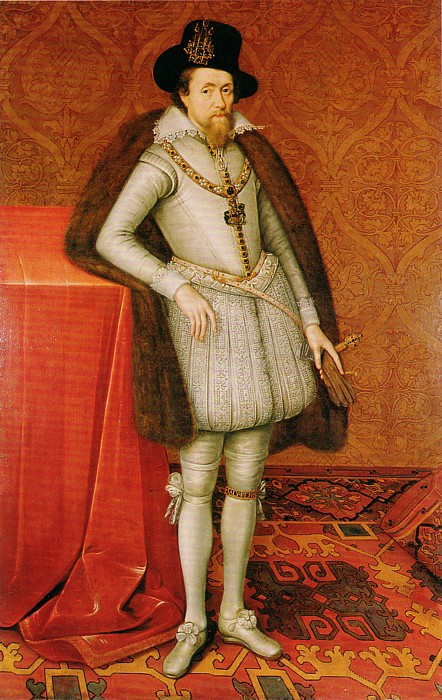
1606년 무렵의 제임스 1세

제임스 1세는 엘리자베스 1세에 비해 더욱 가톨릭에 관대한 입장을 취했다. 그는 "법령을 위반하지 않는 한 어떠한 박해도 없을 것"을 약속했고, 처벌의 경우도 처형보다는 해외 추방을 선호했다. 가톨릭 교도들 가운데 일부는 제임스 1세의 모친인 스코틀랜드의 메리가 가톨릭 신앙 때문에 순교하였다고 믿었고 제임스 역시 가톨릭으로 개종할 것이라 희망하였다. 취임 직후 제임스 1세는 오스트리아 대공 알베르트 7세는 사절단을 맞았다. 알베르트 7세는 네덜란드 남부의 지배자이자 합스부르크 왕가의 일원인 카톨릭 영주였으며 80년 전쟁으로 잉글랜드가 지원하던 네덜란드 개신교 세력과 전쟁을 벌이고 있었다. 스페인을 비롯한 합스부르크 왕가는 1588년 잉글랜드가 개입한 해전에서 스페인 무적함대를 잃은 후 전황이 불리해 진 상태였다. 알베르트 7세는 제임스 1세가 잉글랜드 교회를 다시 가톨릭에 귀속시킬 것인지를 알고 싶었다. 그러나 제임스 1세는 잉글랜드가 다시 가톨릭 진영에 들어서는 것에 별 관심이 없었다. 제임스 1세는 국교도와 비국교도의 갈등을 잠재우고 스코틀랜드와 잉글랜드를 영원히 하나의 국가로 만들고자 하였고:358 스스로는 왕권신수설을 주장하며 왕권 강화를 계획하고 있었다.:356-357
16세기 후반부터 카톨릭 내의 과격파들은 잉글랜드나 유럽의 개신교 영주들을 암살하려는 시도가 있었다. 엘리자베스 1세의 독살을 시도한 사건이 있었고, 스페인의 예수회 사제 후안 데 마리아나는 《군주와 군주의 교육에 대하여》를 발표하여 1598년 프랑스의 앙리 3세 암살이 정당한 것이라 주장하였다. 앙리 3세는 도미니크 수도회의 수사 자크 클레맹에 의해 암살되었다. 제임스 1세는 이에 대한 "지극한 근심" 속에 정치 논문을 서술하여 "가톨릭의 암살 위협에 대한 우려와 (카톨릭의) '믿음은 이단과 함께 유지될 수 없다'는 주장에 대한 반박"을 발표하였다.

### 초기의 음모들
가톨릭 교도들의 기대와 달리 제임스 1세가 가톨릭 진영으로 돌아설 기미가 보이지 않자, 이들 가운데 몇몇은 이 문제를 스스로의 손으로 해결하려고 시도하였다. 바이 음모는 성직자인 윌리엄 왓슨과 윌리엄 클락을 포함한 카톨릭 교도들과 청교도 신도가 합세하여 모의한 음모로 제임스 1세를 납치하여 그의 종교 정책을 변화시키고자 한 사건이었다. 이에 이어 모의된 메인 음모는 아예 제임스 1세를 폐위시키고 아벨라 스튜어트를 즉위시키고자 하였다. 이들은 프랑스의 앙리 4세로부터 지원을 받고자 하였으나 실패하였다. 이들 음모는 1603년 발각되어 모두 반역죄로 처벌되었다. 아벨라 스튜어트는 이들 음모에 대해 어떠한 것도 알지 못하였다고 주장하였다.
잉글랜드 가톨릭 커뮤니티는 음모 소식에 충격을 받았다. 그들은 바이 음모를 자발적으로 고발하면서 차후의 박해를 피하고자 하였고 제임스 1세는 이를 너그럽게 받아들여 음모 가담자를 제외한 가톨릭 교도들을 사면하였다. 아울러 제임스 1세는 고발자에 대해 1년 치의 세금을 면제하였다.
1604년 2월 19일 제임스 1세의 아내인 앤의 거소에서 묵주가 발견되었다. 역사학자들은 앤이 1590년대부터 아니면 최소한 1603년 이전의 1600년대 초에 가톨릭으로 개종하였을 것이라고 추정한다. 한편 1606년 베네치아 공화국의 사절단으로 런던을 방문한 니콜로 몰린은 앤이 루터파였다고 기록하고 있다. 스코틀렌드 예수회 사제였던 로버트 애버크롬비는 1602년 앤으로부터 그녀가 가톨릭 신도라는 것을 비밀로 하라는 말을 들었다고 기록하고 있다. 재임스 1세는 가톨릭 교회를 비난하면서 사건이 일어난 3일 후 잉글랜드 내의 모든 가톨릭 사제와 예수회를 추방하였고, 그들의 재산을 몰수하였다.
앤의 사건 이후 제임스 1세는 잉글랜드와 스코틀랜드의 통합을 위한 작업에 열의를 보였다. 그는 잉글랜드 의회와 갈등을 빚자 제1대 던버 백작 조지 홈과 같은 스코틀랜드의 귀족들을 잉글랜드 궁정으로에 끌어들였다. 제임스 1세는 잉글랜드로 들어온 스코틀랜드 측근들이 가톨릭 교도에 대한 종교세를 징수하도록 하였다. 1605년 당시 불복종을 이유로 종교세가 부과된 인원은 5560명으로 이 가운데 112명은 대지주였다. 이들 기톨릭 부호들은 자신이 속한 교구에 출석을 거부하고 매달 20 파운드의 과징금을 납부하였다. 이는 그들 수입의 3분의 2에 해당하는 막대한 금액이었다. 중류층의 경우 매주 1 실링을 납부하도록 되어 있었지만 징수는 "되거나 말거나" 식으로 느슨했다. 제임스 1세의 즉위 동안 이렇게 거두어들인 금액은 약 5천 파운드(2008년 가치로 환산하면 약 1천만 파운드, 한국 원화로 약 146억 5천만원)이었다.
1605년 3월 19일 제임스 1세는 잉글랜드 의회에서 그는 평화를 갈망하나 이는 오직 "참된 종교의 고백"을 통해서만 이루어져야 한다고 말하였다. 그러면서도 제임스 1세는 종교적 박해를 피하기 위한 기독교의 연합을 주장하였다. 가톨릭 교도의 입장에서 이러한 국왕의 교설은 잉글랜드 내에서 가톨릭에 대한 박해가 더욱 증대되지는 않을 것이며 "그들의 종교를 재건할 수 있다는 희망"을 주는 것이었다. 오랫동안 자신의 신앙때문에 고통을 받았던 잉글랜드 가톨릭의 지도자 존 게러드와 예수회 사제 오스월드 테시몬드는 국왕의 이러한 연설에 대해 희망을 표하였다. 그러나 제임스의 의회 교설이 있은지 1주일이 지나 셰필드 공은 국왕이 900명 이상의 불복종자들을 노르만비의 순회 재판에 출석하도록 명하였다고 공표하였다. 아울러 4월 24일 의회에서 발의된 법안은 잉글랜드 교회 내의 가톨릭 교도는 모두 불법이라고 규정하였다.

## 음모

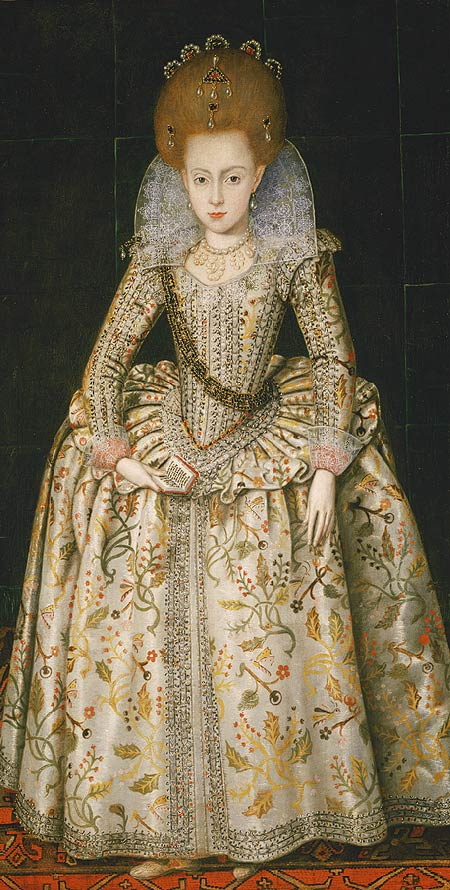
제임스 1세의 딸 엘리자베스 스튜어트

화약 음모를 모의한 공모자들의 최우선 목표는 국왕 제임스 1세의 살해였지만 국회 개원식을 목표로 한 것은 국왕을 비롯한 추밀원의 고위 귀족들이 모두 의회에 모일 것이기 때문이었다. 음모의 또 다른 한 축은 제임스 1세의 딸인 엘리자베스 스튜어트 공주를 납치하는 것이었다. 그녀는 왕위 계승 서열 3위였고 국왕이 의회에서 죽게되면 음모자들은 잉글랜드의 미들랜드에서 봉기하여 엘리자베스를 왕좌에 올리려 하였다. 음모자들이 왜 왕위 계승 서열 순위가 더 높은 헨리나 찰스 왕자를 노리지 않았는 지는 불명확하지만, 이들은 엘리자베스의 보호자인 노섬벌랜드 백작 헨리 퍼시를 이용하려고 하였다. 그러나 피납 당자자인 엘리자베스나 헨리 퍼시 쪽에서는 이러한 음모를 전혀 모르고 있었다.

### 공모
로버트 캐츠비(1573년–1605년)는 "역사적으로 오랫동안 명성을 누린 혈통" 출신으로 음모를 처음부터 꾸민 사람이었다. 그와 동시대인들은 캐츠비를 "잘생기고 6 피트의 큰키에 단련된 육체를 지녔고 칼을 잘 다루는 사람"이라고 묘사하였다. 그는 1601년 로버트 데버루의 에섹스 반란에도 가담하였다가 부상을 입고 체포된 경력이 있었다. 엘리자베스 1세는 보석금 4천 마르크(2008년 기준 가치 6백만 파운드)에 그를 석방하였다. 그후 캐츠비는 옥스퍼드셔 채스틀턴의 재산을 처분하였다. 1603년 캐츠비는 새로 즉위한 스페인의 펠리페 3세가 잉글랜드를 침공하도록 요청하는 일에 가담하였다. 그는 카톨릭 국가인 스페인의 힘을 빌어 잉글랜드 카톨릭 교도의 상황을 바꾸고자 했다. 이를 위해 로버트와 토머스 윈터 형제가 스페인 국왕을 알현했지만, 펠리페 3세는 잉글랜드 내의 가톨릭 교도 처지를 동정하면서도 제임스 1세와 맺은 평화 조약을 이유로 지원을 거절하였다. 윈터 형제는 스페인 대사 돈 후안 데 타시스에게 "3천명의 가톨릭 교도"가 침공에 호응하기 위해 준비중이라고 주장하였다. 이들은 교황 클레멘스 8세에게도 잉글랜드에서 가톨릭이 다시 복권될 수 있도록 요청하였다.
훗날 고문을 통한 심문 과정에서 캐츠비는 1604년 2월 토머스 윈터를 램버스에 있는 자신의 집으로 불러들여 잉글랜드의 재가톨릭화를 위해 의회 개회식에 맞추어 사건을 일으키기로 모의하였다고 진술하였다. 윈터는 여러 언어를 말할 수 있는 학자였고 네덜란드에서 잉글랜드 군대에 복무한 바 있었다. 윈터는 원래 잉글랜드 성공회였으나 1586년 삼촌이었던 프란스시 잉글비가 가톨릭 교도라는 이유로 처형되자 오히려 가톨릭으로 개종하였다. 이들과 함께 모의한 존과 크리스토퍼 라이트 형제 역시 독실한 가톨릭 교도로 형제 가운데 한 명은 당대 최고 실력의 검객으로 캐츠비가 에섹스 백작의 반란에 가담할 때부터 함께 하였다. 윈터 형제는 외부의 지원을 얻는 것이 불가능해지자 캐츠비의 음모에 동의하였다. 아마도 캐츠비가 "실패하여 더 나아갈 곳 없는 그 지점에서 다시 기회를 만들자"라고 한 말에 감화되었을 것이다.
윈터는 스페인의 지원을 구하기 위해 플랑드르로 갔다가 가이 포크스(1570년 –1606년)을 만났다. 가이 포크스는 남부 네덜란드에서 스페인 군대에 합류하여 참전 중이었다. 1603년 이들은 라이트 형제와 합류하여 잉글랜드 침공을 요청하기 위해 스페인 궁정으로 향했다. 윈터는 포크스에게 "잉글랜드에 좋은 친구들이 있다"며 "스페인은 잉글랜드와의 평화조약 때문에 우리에게 아무 도움도 주지 못한다"고 말하였다. 1604년 4월 이들 가운데 두 명이 잉글랜드로 돌아가 캐츠비에게 스페인의 원조는 없을 것이라고 말하였다. 캐츠비의 친구이자 존 라이트의 매제이었던 토머스 퍼시는 몇 주 후 화약 음모를 계획하였다. 퍼시는 1596년부터 친족이었던 노섬벌랜드 백작 밑에서 일하고 있었다. 1600년에서 1601년 무렵 퍼시는 그의 후원자와 함께 저지대 국가에 있었다. 이 때 그는 백작과 제임스 1세 사이의 교신을 담당하였다. 퍼시는 가톨릭으로 개종하면서 "심각한" 사람이라는 평판을 얻었다. 가톨릭 측의 기록에 따르면 퍼시는 "칼과 용기로" 명성을 얻었다고 한다. 노섬벌랜드 백작 스스로는 가톨릭 신자가 아니었으며 제임스 1세와 돈독한 관계를 유지하고 있었으나 엘리자베스 공주가 총애하던 아내와 갈라서게 되면서 가문의 명성은 실추하였다. 토머스 퍼시는 제임스 1세와 백작 사이의 교신이 잘 처리되었다고 백작에게 알리면서 가톨릭에 대한 지원을 약속받았다고 말했다. 노섬벌랜드 백작은 제임스 1세가 공개적으로는 아닐지라도 머지 않아 사적인 장소에서 미사를 올릴 것이라고 믿게 되었고, 퍼시는 다음 왕은 아마도 잉글랜드 가톨릭의 안전을 보장할 것이라고 말하였다.

### 착수

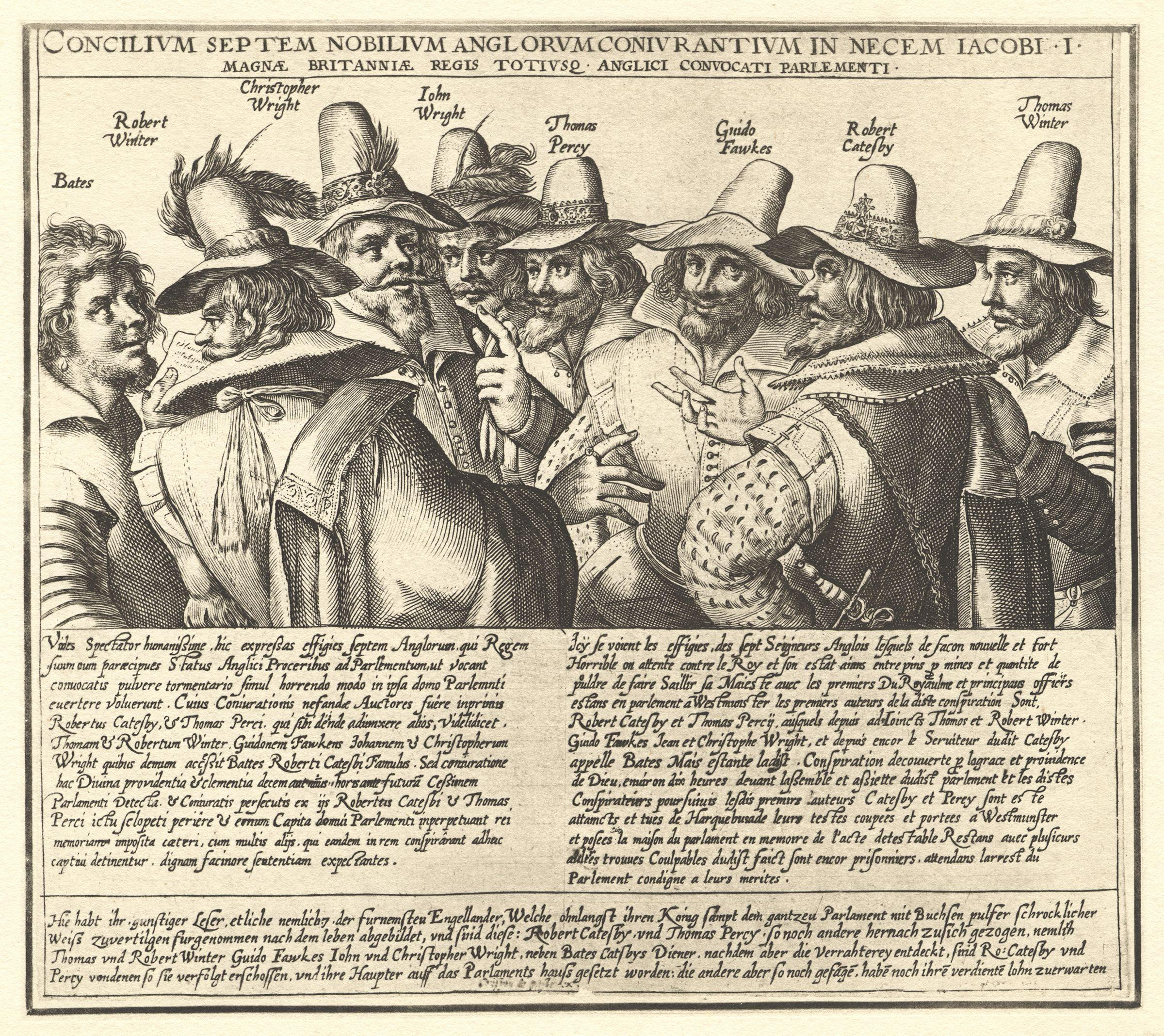
동시대 인그레이빙 작가 크리스핀 반 드 파스가 제작한 화약 음모 사건의 주모자들. 13명의 모의자 가운데 8명을 묘사하였다.

1604년 5월 20일 다섯 명의 공모자가 처음 회합을 가졌다. 모임의 장소는 아마도 토머스 윈터가 런던을 들릴 때 자주 머무르던 스트랜드의 덕 앤 드래이크 여관이었을 것이다. 여기서 캐츠비와 토머스 윈터, 존라이트는 가이 포크스와 토머스 퍼시를 맞이하였다. 남들의 이목을 피해 모인 여관 방에서 다섯 음모자들은 기도서를 펴고 기도를 하는 것처럼 위장한 가운데 음모를 꾸몄다. 이사이 옆 방에서는 캐츠비의 친구이자 사제인 존 게러드가 미사를 올리고 있었다. 회합을 마무리한 다섯 명은 성찬례를 가졌다.

### 추가된 공모자
공모자들은 선서를 한 뒤 런던을 떠나 각자의 집으로 돌아갔다. 의회의 개회가 연기되자 그들은 1605년 2월까지는 계획을 실행할 수 없다고 생각했기 때문이다. 6월 9일 퍼시의 후원자인 노섬버랜드 백작은 퍼시를 무장 신사 명예 부대의 일원으로 지명하였다. 이 부대는 50명의 기병으로 구성된 국왕의 경호대이었다. 이 일을 계기로 퍼시는 런던에서 헨리 페러가 세들어 살던 집을 빌려쓰게 되었다. 이 집의 소유주는 존 위니어드였고 웨스트민스터 궁의 접견실이었던 프린스 챔버에서 가까운 위치에 있었다. 퍼시는 노섬벌랜드 백작의 대리인으로서 집을 빌렸고 도체스터 자작이던 두들리 칼러턴과 하원 의원인 존 하이피슬리가 사용할 것이라고 둘러댔다. 가이 포크스는 존 존슨이라는 가명으로 퍼시의 하인 행세를 하며 집을 관리하였다. 이 집은 국왕이 잉글랜드와 스코틀랜드의 통합 업무 추진을 위해 지명한 스코틀랜드인 판무관에게 징발되었다. 이때문에 음모자들은 탬즈 강둑 반대편에 있던 캐츠비의 숙소로 은신하면서 야음을 틈타 폭약을 비롯한 다른 물건들을 옮겼다. 그 사이 제임스 1세는 카톨릭 억압 정책을 계속하였고 의회는 7월 7일 반가톨릭 법안을 의결하였다.

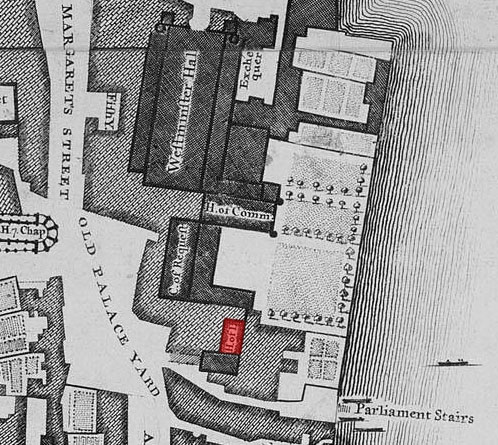
1746년 존 로크의 런던 지도에 표시된 상원 건물(빨간색). 구 웨스트민스터 궁터와 인접해 있다.

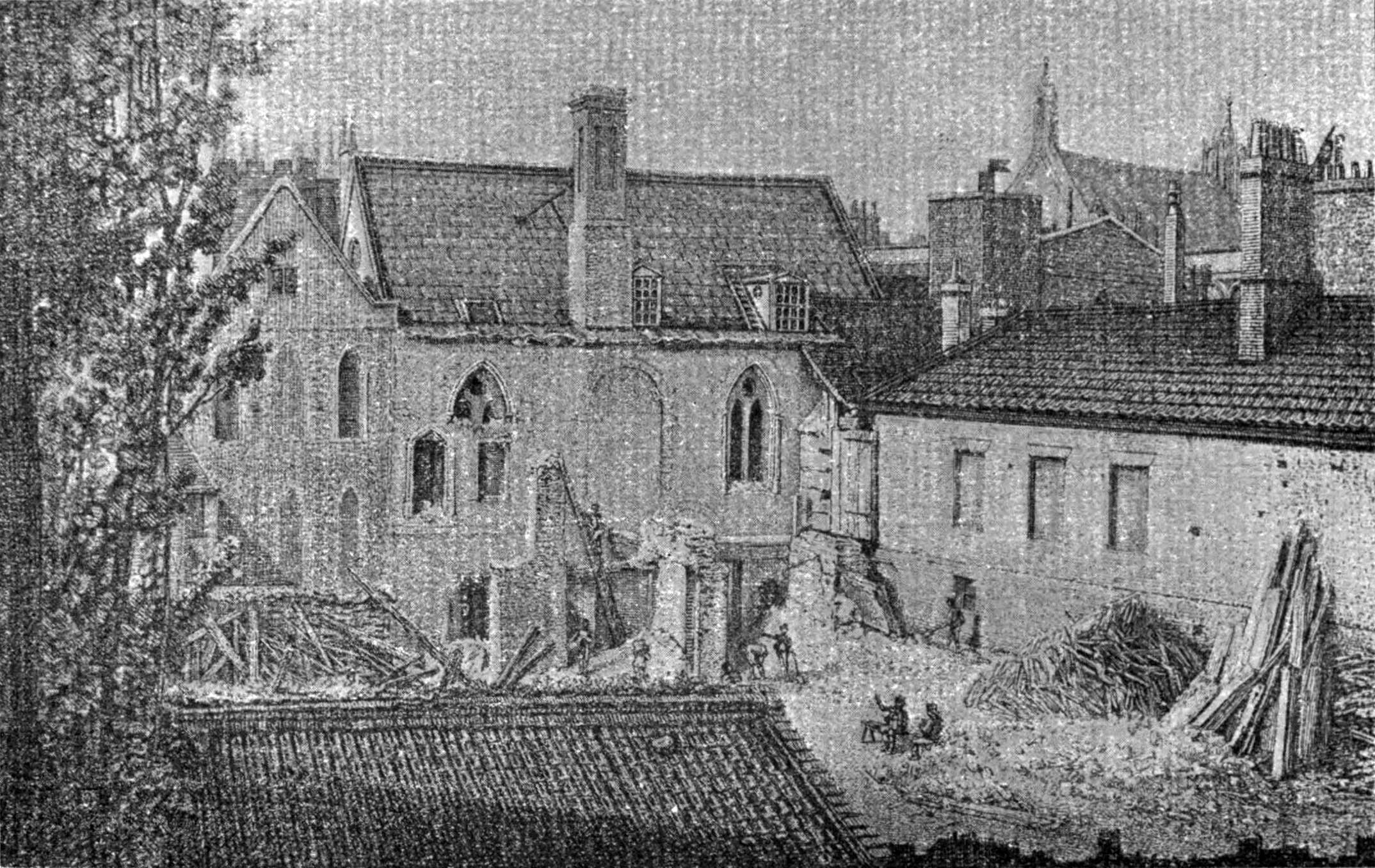
19세기 초 그려진 상원 건물의 동쪽 벽

공모자들은 1604년 8월 런던으로 돌아와 "파산과 부채로 필사적인" 로버트 케이즈를 그룹에 받아들였다. 그의 역할은 화약과 다른 도구들을 보관한 램버스의 캐츠비 집을 관리하는 것이었다. 케이즈의 가족은 유명인들과 연줄이 있었는데, 그의 아내는 가톨릭 귀족인 제4대 모던트 남작 헨리 모던트 밑에서 일했다. 크가 크고 빨간 턱수염을 지녔던 케이즈는 믿음직해 보였고 포크스와 같이 스스로를 지킬 능력이 있었다. 훗날 케이즈는 캐츠비가 12월에 자신을 고용하였노라고 자백하였다. 또한 토머스 베이츠도 공모자들과 함께하였는데 베이츠는 나중에야 우연히 음모의 계획을 알게 되었다.
12월 24일 흑사병의 조짐이 보인다는 이유로 의회의 개원은 다시 연기되어 이듬해 8월 3일 전에는 열리지 않을 것이라고 공표되었다. 음모의 시행일이 자꾸 늦어지자 공모자들은 의회까지 굴을 파려고 했다는 기록이 있으나 이는 정부측의 조작된 발표로 추정된다. 실제로는 굴을 파려했던 어떠한 증거나 흔적도 발견되지 않았다. 굴을 파려 했다는 주장은 전적으로 토머스 윈터의 자백에 의거한 것으로 가이 포크스는 15 번의 심문 동안 한 번도 이를 인정하지 않았다. 논리적으로 살펴보면 굴을 파는 것은 실재로 매우 어려운 일이고 공모자 중에는 채광 경험을 갖고 있던 사람이 한 명도 없었기 때문에 만약 사실이라고 하더라도 상원 의회까지 직통하는 굴을 파기 위해서는 12월 6일 스코틀랜드 판무관이 자신들의 업무를 마치고 집을 비운 뒤부터 쉬지 않고 굴파기에 매달려야 했을 것이다. 그 과정에서 발생하는 소음 때문에 발각될 위험을 감안하면 남몰래 의회 지하 석길로 화약을 옮겨 놓는 쪽의 이점이 훨씬 크다고 할 수 있다. 아무래도 공모자들이 굴을 팠다는 것은 사실 무근인듯 하다.
당시 잉글랜드의 새해는 성모 영보 축일인 3월 25일 레이디 데이였다. 공모자들은 새해를 맞이하여 세 명의 동조자를 추가하였다. 토머스 윈터의 형제인 로버트 윈터와 존 그런트, 그리고 존 라이트의 형제인 크리스토퍼 라이트였다. 로버트 윈터는 우스터 인근의 사제 은둔처인 허딩턴 코트를 상속받았는데 공모자들은 이 곳을 음모를 준비하기 위한 장소로 사용하고자 하였다. 또한 로버트 윈터는 각계의 인사들과 알고 지내는 인맥이 넓은 사람이었다. 그는 독실한 가톨릭 교도였고 아내인 거트러드 탈보트 역시 성공회를 거부한 가톨릭 신자였다. 크리스토퍼 라이트는 존 라이트의 형제로 제2대 에섹스 백작 로버트 데버로의 반란에 가담한 경력이 있었고 그 이후 가족과 함께 링컨셔의 트위그모어로 이주한 뒤 사목 활동을 하는 것으로 알려져 있었다. 존 그런트는 윈터의 누이와 결혼한 사이로 스트랫퍼드어폰에이번 인근 노부룩의 장원 영주였다. 그는 지적이고 사려 깊은 사람이라는 평판을 듣고 있었다. 그 역시 1601년 에섹스 반란에 가담한 경력이 있으며 스니터필드에 있는 그의 집을 카톨릭 교도를 위한 은신처로 제공하고 있었다.

### 지하 석실
3월 25일은 또한 공모자들이 지하 석실 부근의 존 위니어드의 집을 임대한 날이기도 하다. 17세기 초 무렵 웨스트민스터 궁은 여러 중세시기 건물들이 오밀조밀 모여있는 구조였는데 이전 왕조들이 왕궁으로 사용하면서 지은 접견실이며 기도실 등과 의회와 법원이 사용하기 위해 지은 청사 등과 같은 건물들이 빼곡하였다. 옛 궁전 터는 상인이며 법률가 그리고 다른 여러 일에 종사하는 사람들이 점포와 사무실을 내고 번잡하게 오가는 곳이었다. 위니어드의 건물은 상원 의회 건물을 볼 때 수직으로 꺽여 마주하고 있었고 의회 궁전이라 불리던 통로를 따라 연결되어 있었다. 이 통로는 다시 의회 계단과 템즈 강으로 연결되었다. 당시 건물들은 음식이며 장작 따위를 보관하기 위해 지하 석실을 마련하는 것이 일반적이었다. 위니어드 소유의 집은 지층에 지하 석실을 갖고 있었고 이는 상원 의회의 1층과 곧바로 연결되었다. 아마도 의회가 궁전으로 사용되던 중세 시기 위니어드의 집은 부엌으로 사용되었을 것이지만, 의회 건물이 더 이상 궁전으로 쓰이지 않게 된 15세기 이후 이 집 역시 다른 용도로 사용하게 되었고, 이제 음모의 실행에 안성맞춤인 장소가 되었다.

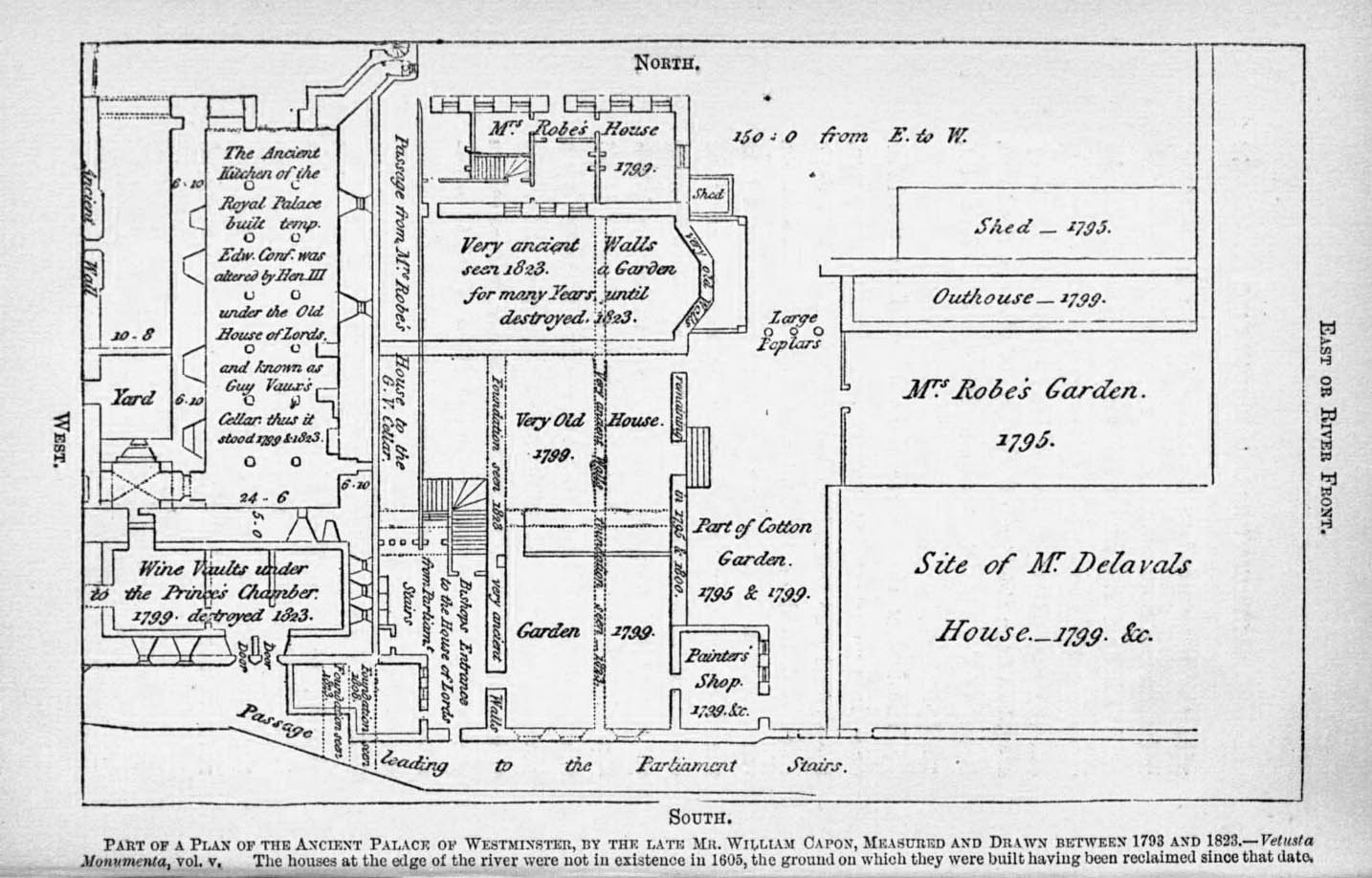
의회의 지하 석실을 표시한 윌리엄 카폰의 지도. 왼쪽 상단 지하 석실에 "가이 보크스"(Guy Vaux)가 폭약을 쌓은 곳이란 문구가 있다. 지도는 19세기에 제작된 것이다.

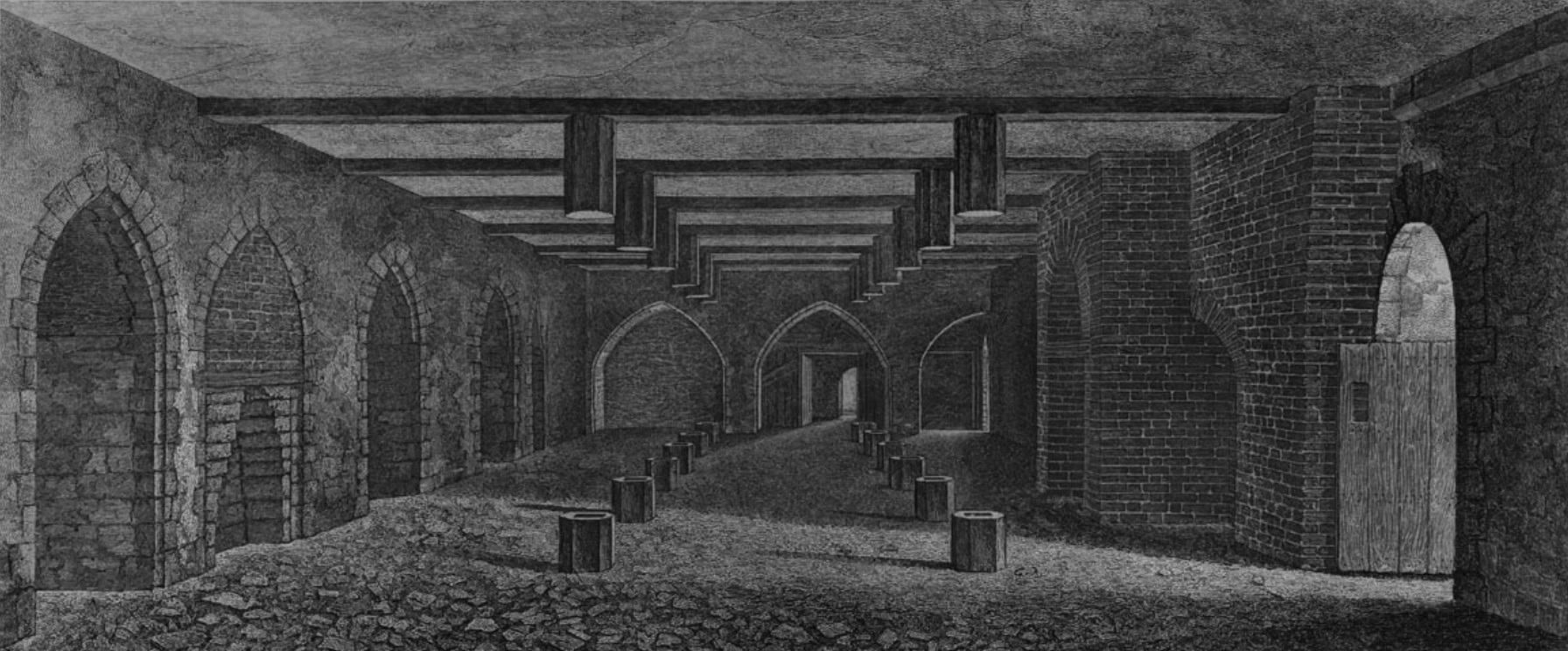
1799년 제작된 의회 지하 석실의 삽화. 삽화의 설명엔 석실의 크기가 길이 77 피트, 넓이 24 피트 4 인치, 높이 10 피트로 적혀있다.

6월 둘째 주 캐츠비는 잉글랜드 예수회의 주요 인사인 헨리 가넷 신부를 런던에서 만나 무고함을 깨트릴 수 밖에 없는 어떤 일을 벌일 때 받게 될 죄의 도덕성에 대해 물었다. 가넷은 종종 그런 변명이 있다고 답하였다. 그러나, 가넷은 훗날 심문 과정에서 자신은 7월 엑세스에서 캐츠비를 두 번째 만났을 때 교황이 반란을 금지한 교서를 보여주며 캐츠비를 훈계하였다고 진술하였다. 그 뒤 얼마 지나지 않아 예수회 사제 오스월드 테시몬드는 가넷에게 자신이 캐츠비의 고해를 받고 음모를 알게 되었다고 말하였다. 7월 24일 가넷은 엔필드채이스의 부유한 가톨릭 교도인 앤 보크스의 집에서 캐츠비와 세번째로 만났다. 앤 보크스는 캐츠비를 비롯한 최소 세 명의 음모자들과 연관되어 있었는데 그녀의 집은 종종 카톨릭 사제의 은신처로 사용되었다. 가넷은 교회법의 규정에 따라 테시몬드의 고해를 비밀에 붙이기로 결심하였다. 가넷은 전모를 알지 못한 가운데 캐츠비가 하려는 일이 쓸모 없는 것이라고 충고하였다. 가넷은 로마에 있던 동료 클라우디오 아쿠아비바에게 편지를 보내 잉글랜드에서 반란의 조짐이 있다는 자신의 우려를 전달하였다. 그는 또한 아쿠아비바에게 "일부 개인들이 국왕에 대항하여 무력을 행사하려는 반역을 도모할 위험이 있다"고 하면서 교황이 무력 사용에 반대한다는 교서를 공표해 줄 것을 요청하였다.
포크스의 진술에 따르면 폭약은 처음에 20통 추가로 16통을 취합하였다. 정부는 화약의 유통을 엄격히 규제하고 있었지만 불법적인 경로로 구하는 것은 어렵지 않았다. 당시 화약은 군인, 민병대, 상선, 화약제조상과 같은 사람들이 은밀히 거래하고 있었다. 7월 28일 흑사병이 재발하자 의회의 개원은 11월 5일로 다시 연기되었다. 포크스는 잠시 잉글랜드를 떠났고, 그 사이 국왕은 런던에서 멀리 떨어진 곳에서 사냥을 하며 여름을 보냈다. 제임스 1세는 어디든 마음 내키는 대로 거둥하여 편안히 지냈는데 그 중에는 카톨릭 귀족의 영지도 있었다. 가넷은 반란의 기미를 진정시키고자 잉글랜드 곳곳을 순례하였다.
포크스가 잉글랜드로 돌아온 날짜는 확실치 않지만 최소한 8월 말 무렵엔 런던에 있었다. 그는 윈터와 함께 지하 석실에 보관중인 화약의 상태를 점검 하고 화약 통을 좀 더 쌓은 뒤에 장작더미로 가려놓았다. 1605년 하반기에 세 명의 동조자를 추가로 받아들였다. 미카엘 축일인 9월 29일 캐츠비는 완고한 카톨릭 신자인 엠브로스 룩우드에게 스트랫퍼드어폰에이번 근처에 있는 클롭턴 하우스를 빌려달라고 요청하였다. 룩우드는 서퍽 주 스테이닝필드에 있는 장원인 콜드햄 홀에서 마필을 관리하는 젊은이였다. 그의 부모 로버트 룩우드와 도로시어 드루리는 부유한 지주로 그를 칼레의 예수회 학교에서 교육받도록 하였다. 에버러드 디그비는 버킹엄셔의 게이허스트 하우스에 사는 인맥 좋은 젊은이였다. 그는 1603년 4월 기사 작위를 수여받았고 게러드에 의해 카톨릭으로 개종하였다. 디그비와 그의 아내 매리 멀쇼는 사제와 동반하여 순례길에 나섰다가 룩우드를 만나 매우 친한 사이가 되었다. 디그비는 캐츠비로부터 알스터 인근의 코턴 코트를 빌리라는 요청을 받았다. 디그비는 퍼시가 웨스트민스터의 집 임대료를 지불하지 못하게 되자 자신이 1500 파운드를 지불하겠다고 약속하였다. 마지막으로 캐츠비는 10월 14일 프란시스 트레셤을 가담시켰다. 트레셤은 가톨릭 지주였던 토머스 트레셤의 아들로 로버트 캐츠비와는 사촌지간이었다. 토머스 트레셤은 에섹스 반란 시기부터 프란시스와 캐츠비를 후원하고 있었고 그들의 금전 문제도 해결해 주는 관계였다.
캐츠비와 트레셤은 트레셤의 처남이자 캐츠비의 사촌인 제10대 스튜어턴 남작 에드워드 스튜어턴을 만났다. 스튜어턴은 훗날 트레셤은 캐츠비에게 그들의 계획이 실패할 경우의 대비책을 요구했고 캐츠비는 그럴리 없다고 대답하였다고 자백하였다. 캐츠비는 노샘프턴셔 주의 러쉬턴 홀을 빌리기 위해 2,000 파운드를 달라고 하였다. 트레셤은 토머스 윈터에게 100파운드를 주었을 뿐 나머지 요청은 거절하였다. 트레셤은 음모의 실행을 위해 가족과 함께 런던으로 이주하였다.

### 몬터글 서신

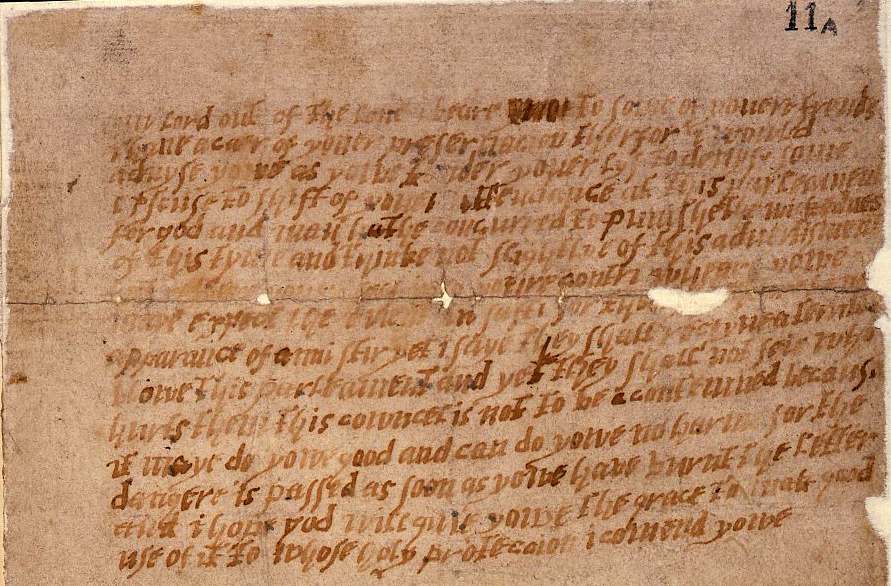
제4대 몬터글 남작 윌리엄 파커에게 보내진 익명의 서신. 오랫 동안 프란시스 트레셤이 작성자로 지목되어 왔지만 누가 썼는 지 끝내 밝혀지지 않았다. 몬터글 남작은 편지를 받자 샐리스버리 백작 로버트 세실에게 넘겼다.

10월 무렵 공모자들은 런던에서 노샘프턴셔의 대번트리음 사이의 여관들을 오가며 모의를 마쳤다. 포크스가 도화선에 불을 붙인 뒤 템즈 강을 건너 탈출하기로 되어 있었고, 그 사이 다른 음모자들은 미들랜드에서 반란을 선동하여 엘리자베스 공주를 납치하기로 하였다. 포크스는 탈출 즉시 잉글랜드르 벗어나 유럽 가톨릭 세력에게 사건의 정당성을 알리는 역할을 맡았다.
공모자들의 아내들, 그리고 가넷의 친구이자 가톨릭 사제들에게 은신처를 제공하던 앤 보크스는 이들이 무슨 일을 하려는 지 염려하기 시작했다. 공모자들 가운데 몇은 개원식 때 의회를 폭파하면 가톨릭 신도인 의원들도 함께 위험에 처하게 된다는 점을 우려하였다. 퍼시는 캐츠비에게 그의 후원자인 노섬벌랜드 백작과 아직 젊은 제21대 애룬델 백작 토머스 하워드의 안위를 물었고 캐츠비는 그들이 개원 당일 소접견실에 있을 예정이므로 경미한 부상 말고는 걱정할 것이 없다고 답했다. 이 외에도 보크스 공, 제2대 몬터규 자작 앤서니-마리아 브라운, 제4대 몬터글 남작 윌리엄 파커, 스튜어턴과 같은 의원들도 거명되었다. 케이즈는 자신의 아내가 일하던 모던트 공에게 경고를 보낼 것을 요청했지만 캐츠비는 이를 거절하였다.
10월 26일 토요일 프란시스 트레셤의 매형이기도 한 몬터글 남작은 혹스턴의 자택으로 배달된 익명의 서신을 받았다. 남작은 봉인을 열고 하인에게 낭독하도록 시켰다.
영주님, 당신의 친구로서 친애하는 마음을 담아, 당신의 안위를 염려합니다. 그러한 까닭에 이런 충고를 드리오니 생명을 지키시려면 핑계를 마련하여 이번 의회에 등원하지 않기를 바랍니다. 신과 인간이 모두 이 시대의 사악함을 벌주기로 하였기 때문입니다. 이러한 통지를 가벼이 여기지 마시고 이 나라의 공직에서 사퇴하신 후 사건이 마무리 될 때까지 안전을 도모하시기 바랍니다. 지금으로서는 아무런 조짐도 없다 할 지라도 의회에 끔찍한 일이 불어닥칠 것이고 누가 그리하였는 지도 알 수 없을 것입니다. 이 내각은 당신이 스스로의 안위를 위해 한 일을 비난 할 수 없습니다. 만일을 위해 편지는 불태우시기 바랍니다. 그리고 하느님이 보우하사 이 통지를 좋은 용도로 사용 하시길 빕니다.

편지의 의미는 불분명하였지만 몬터글 남작은 즉시 화이트홀의 로버트 세실에게 이를 넘겼다. 세실은 워체스터 백작 에드워드 서머셋에게 이를 알리고 성공회를 거부하는 가톨릭 신도들 가운데 제1대 노샘프턴 백작 헨리 하워드를 용의선에 올렸다. 그러나 캠브리지셔에서 다른 일로 분주하였던 국왕에게 이를 알리지는 않았다. 그러는 사이 아무 대응 없이 몇 일이 지났다. 몬터글 남작의 하인이었던 토머스 와드는 라이트 형제의 가족들과 알고 지내는 사이였고 공모자들 사이에 배신자가 있다는 메시지가 캐츠비에게 전달되었다. 당시 국왕의 사냥 모임에 함께하고 있었던 캐츠비는 서신의 작성자로 트레셤을 의심하였다. 캐츠비는 토머스 윈터와 함께 트레셤를 만났지만, 트레셤은 자신이 그 편지를 쓴 것이 아니라고 완강히 부인하였지만 탄로난 음모를 중단할 것을 요구하였다. 로버트 세실 샐리스버리 백작은 편지를 입수하기 전부터 이미 무언가 수상한 조짐이 있다는 점을 주목하고 있었지만 누가 무슨 일을 벌이려는 것인지는 알지 못하고 있었다.

### 발각
익명의 서신은 11월 1일 금요일 런던으로 돌아온 제임스 1세에게 전달되었다. 편지를 읽은 제임스 1세는 즉시 "불어닥치다"는 어구에서 "화재나 폭발"의 조짐을 느꼈고 1567년 커크 오필드에서 살해당한 자신의 아버지 단리 경 헨리 스튜어트의 죽음을 떠올렸다. 헨리 스튜어트는 침실에서 잠자던 중에 폭발과 함께 사망하였다. 샐리스버리 백작은 그다지 실체가 없어 보이는 투서라며 무시하고자 하였지만 국왕은 철저히 조사하여 전모를 밝히라고 지시하였다. 다음날 추밀원 위원들이 화이트홀궁에서 제임스 1세를 만났다. 이 자리에서 추밀원 위원들은 샐리스버리 백작이 이미 1주일 전에 자신들에게 이 사실을 통지한 바 있고, 궁내장관 제1대 서퍽 백작 토머스 하워드에게 돌아오는 월요일 의회의 "위아래 모두"를 조사하도록 지시하였다고 보고하였다. 일요일인 11월 3일 퍼시와 캐츠비, 윈터는 마지막 모임을 가졌다. 모임의 장소는 퍼시의 동료가 있는 곳으로 퍼시는 그를 "법정에서 가장 멀리 떨어진 곳에 사는"(법 없이도 살) 사람이라고 평했다. 그들은 음모를 실행한 뒤 탈 배가 템즈강에 닻을 내리고 있는 것을 확인하였다. 11월 4일 디그비는 럭비의 남서쪽 마을인 던처치에 은신하여 엘리자베스 공주를 납치할 "사냥 모임"을 준비하고 있었다. 같은 날 퍼시는 음모에 일체 연관이 없던 노섬벌랜드 백작을 방문하여 몬터글 서신에 대한 소문을 살피고자 하였다. 런던으로 돌아온 퍼시는 윈터와 존 라이트, 로버트 케이즈에게 아무것도 걱정할 게 없다고 말하고 자신의 숙소가 있는 그레이즈 여관 길로 돌아갔다. 그날 저녁 캐츠비는 존 라이트, 베이츠와 함께 미들랜드로 출발할 차비를 하였다. 포크스는 케이즈에게 들려 퍼시가 남긴 회중 시계를 받았다. 약속된 폭발 시간을 확인하기 위한 것이었다. 한 시간 뒤 룩우드는 커틀러리 세트에서 골라낸 장식이 새겨진 칼 몇 자루를 받았다.

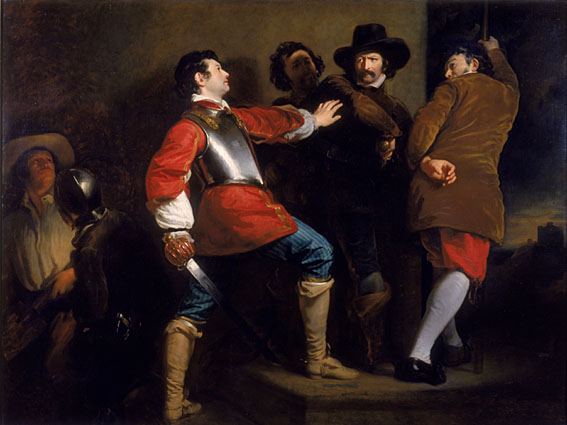
체포되는 가이 포크스. 헨리 페로넛 브리그즈의 1823년 작품.

11월 4일 국왕의 지시로 의회와 주변 건물들에 대한 수색이 진행되는 사이 음모자들은 서퍽에서 마지막 준비를 하느라 바쁘게 움직였다. 수색대는 상원 의회로 연결되는 지하 석실에서 많은 양의 장작더미를 발견하였다. 장작더미를 지키고 인던 하인(포크스)은 수색대에게 자신의 주인 토머스 퍼시의 것이라고 말하였다. 수색대는 발견한 것을 보고하기 위해 돌아갔고 포크스 역시 자리를 피했다. 이름이 언급된 뒤 퍼시는 용의선에 오르게 되었는데, 그는 이미 완고한 카톨릭 교도로 널리 알려져 있었기 때문이었다. 보고를 받은 국왕은 보다 심층적인 조사를 벌이도록 지시하였다. 늦은 밤 토머스 니벳이 이끄는 수색대사 다시 지하 석실에 당도하였다. 수색대는 모자를 쓰고 박차달린 장화를 신은 채 회중 시계를 들고 있는 포크스를 발견하였다. 포크스는 그 자리에서 체포되었고 자신의 이름을 "존 존슨"이라고 밝혔다. 그는 오늘날 애쉬몰리안 박물관 자리에 있던 건물로 끌려갔다. 수색대는 가이 포크스의 몸을 뒤져 회중 시계와 화승줄, 부싯깃과 같은 물건들을 찾아냈다. 지하 석실의 장작더미와 숯을 들어내자 36 통의 화약이 발견되었다. 11월 5일 이른 아침 포크스는 국왕 앞으로 끌려나갔다.

### 도주
"존 존슨"의 체포 소식은 빠르게 퍼져 나갔다. 와틀링 가도가 시작되는 런던 북서부에 머무르고 있던 공모자들도 포크스의 체포 소식을 듣게 되었다. 크리스토퍼 라이트와 토머스 퍼시는 함께 떠났고, 룩우드 역시 그 뒤를 이어 말을 달렸다. 룩우드는 두 시간 만에 30 마일의 거리를 달려 그 보다 먼저 출발한 케이즈를 따라 잡았다. 이 때 라이트와 퍼시는 리틀 브릭힐에 있었고 그 보다 앞서 캐츠비와 존 라이트, 베이츠가 같은 길 위에 있었다. 결국 다시 한 무리를 이루게 된 공모자들은 그대로 던처치까지 가기로 하였다. 케이즈는 노샘프터셔의 드래이턴에 있던 모턴트의 집으로 갔고, 그 사이 토머스 윈터는 런던에 머무르며 심지어 웨스트민스터에도 가서 상황이 어찌 돌아가는 지 살폈다. 그는 음모가 발각 된 것을 알게 되자 말을 타고 노브룩에 있는 누이의 집을 거쳐 허딩턴 코트로 갔다. 토머스 윈터는 혹시나 하는 심정으로 허딩턴 코트에 은신하였는데, 이곳은 이전부터 가톨릭 사제가 은신하여 비밀리에 미사를 집전하던 곳이었다.

Error: 인용을 위한 텍스트가 제공되지 않음(또는 실제 인수에 사용된 기호와 이름 없는 매개변수)

함께 움직인 6명의 공모자들은 오후 6시 쯤에 노샘프턴셔의 애시비 스트리트 레저스에 도착하였다. 여기서 그들은 로버트 윈터를 만나 상황이 어찌 돌아가고 있는 지 들었다. 그들은 계속 던처치로 움직여 디그비를 만났다. 캐츠비는 디그비에게 음모가 실패하였지만 무장 투쟁은 여전히 가능하다고 말했다. 캐츠비는 디그비의 "사냥 모임" 앞에서 국왕과 샐리스버리 백작이 사망하였다고 연설한 다음 워웍을 향해 서쪽으로 도주하였다.

음모 소식이 여기 저기 퍼져나자 런던에서는 런던 월의 경계를 강화하고 성문을 닫아 출입을 통제하였고, 항구를 패쇄하는 한편 성난 군중들에 둘러쌓인 스페인 대사관을 보호하였다. 토머스 퍼시와 그의 후견자인 노섬벌랜드 백작에게 체포 영장이 발부되었고, 노섬벌랜드 백작은 자택에 연금되었다. "존 존슨"은 자신이 요크셔에서 왔다는 것과 어머니의 이름을 댄 것 이외엔 어떤 것도 진술하지 않았다. 몸에서 편지 하나가 발견되었지만 그는 자신의 동료에 대해 한 마디도 내비치지 않았다. "존슨"은 자신이 국왕과 의회를 파괴하기 위해 일을 벌였노라고 진술하고 침착함을 유지하면서 자신이 홀로 꾸민 일이라는 입장을 고수하였다. 그의 담대한 자세는 제임스1세에게 감명을 주어, 제임스 1세는 그를 "로마인의 결의"가 있다고 평하였다.

### 심문

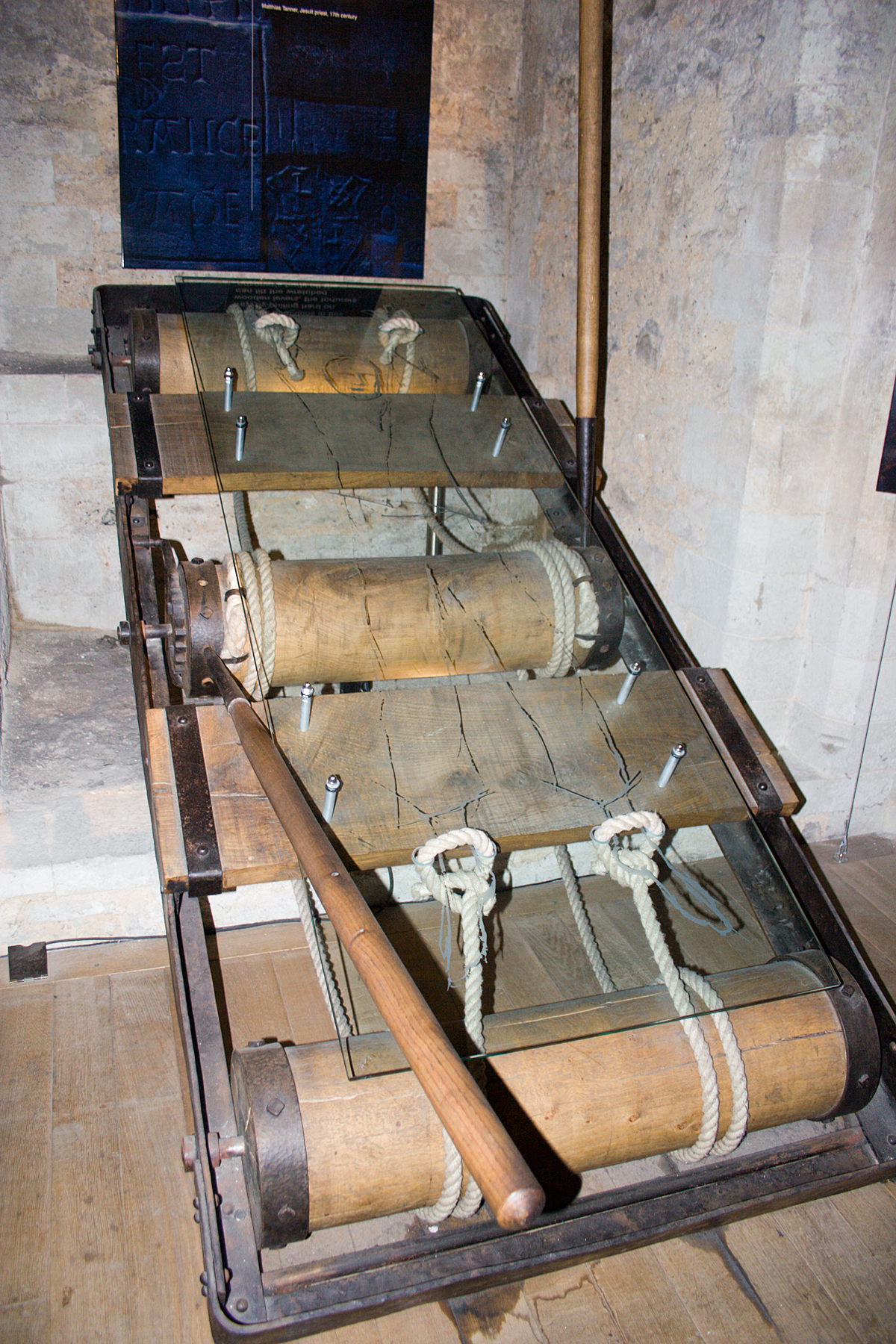
런던탑의 고문 도구 랙

11월 6일 대법관 존 포펌(신앙심 깊은 가톨릭 신자였다)는 룩우드의 하인을 심문하였다. 그날 저녁 대법관은 캐츠비, 룩우드, 게이즈, 윈터, 존 과 크리스토퍼 라이트, 그런트와 같은 이름들을 알게 되었다. 그 사이 "존슨"은 태어나서 화약과 함께 체포되기까지의 일생을 진술하여야 했다. 국왕은 "존슨"의 고문을 결정하였고 런던탑으로 이송되었다. 당시 잉글랜드는 일반적으로 고문을 금지하고 있었으나 국왕의 대권에 의한 명령, 추밀원 또는 성실청의 승인이 있는 경우엔 예외였다. 11월 6일 제임스 1세는 "처음에는 정중한 고문이 이루어지겠지만, 그 후로는 한 단계씩 더 큰 것이 추가될 것이고 결국 신이 너의 행위를 신속히 알도록 할 것"이라고 기록하였다. "존슨"은 처음에는 수갑에 채워져 벽에 매달리는 정도의 고문을 받았을 수 있지만 나중에는 랙에 묶이는 고문을 당하였을 것이다. 랙은 양쪽에 밧줄이 감긴 물레가 있는 테이블과 같은 고문 도구로 팔다리를 밧줄에 묶고 양쪽에서 물레를 감아 잡아당겨 극심한 고통을 주는 도구이다. 11월 7일 그는 결국 이틀의 고문 끝에 침묵을 깨고 자백하기 시작하였으며 고문은 그 뒤로도 이틀 간 더 진행되었다.

### 최후의 저항
11월 6일 포크스가 침묵을 지키고 있는 사이 도망자들은 워릭성에서 지원과 무기를 확보하고 허딩턴으로 가는 여정을 계속하였다. 베이츠는 캐츠비의 서신을 전달하기 위해 무리에서 벗어나 가넷 신부와 다른 사제들이 있던 코턴 코트로 향했다. 베이츠는 무슨 일이 일어났는 지를 설명하고 병력을 모으는 데 협력해 달라고 요청하였다. 가넷은 예전부터 스스로 "사악한 행동"이라 평하였던 음모를 중단하라고 캐츠비 무리에게 애원하였다. 사제 몇은 그들의 운명을 염려하여 워릭 밖으로 나섰다. 이들은 모두 체포되어 런던에 갖혔다. 이른 오후 허딩턴에 도착한 캐츠비와 동료들은 그곳에서 토머스 윈터를 만났다. 그들은 주위로부터 아무런 도움을 받을 수 없었는데 심지어 가족들조차 반역죄에 연루될까 두려워 그들을 외면하였다. 그들은 몇 안되는 추종자들 가운데 하나였던 스테펀 리틀턴을 만나기 위해 스타포드셔의 경계에 있는 홀베치 하우스로 이동하였고 윈터는 슈롭셔의 카톨릭 지주였던 존 탈봇의 지원을 얻기위해 페퍼힐로 향하였으나 아무런 도움도 얻을 수 없었다. 지치고 의기소침해진 음모자들은 남은 화약만이라도 말려서 사용하려 하였다. 화약을 흩어 놓고 불에 쬐여 말리다가 그만 불똥이 화약에 옮겨 붙었다. 폭발이 일어나진 않았지만 캐츠비와 룩우드, 그런트 그리고 "사냥 모임"의 일원이었던 모건은 불길에 휩싸였다.
토머스 윈터와 리틀턴은 홀베치 하우스에서 달려온 사람으로부터 캐츠비가 죽었다는 소식을 들었다. 리틀턴은 그 길로 도망쳤지만, 윈터는 홀베치 하우스로 달려갔다. 캐츠비는 살아있었지만 심한 부상을 입었다. 존 그런트는 그 보다 운이 없어서 두 눈을 잃었다.
11월 8일 아침 우스터셔의 사법 장관 리처드 월시는 200 여명을 이끌고 홀베치 하우스를 포위하였다. 토머스 윈터는 앞마당을 지나면서 어깨에 총상을 입었다. 존 라이트와 그의 형, 그리고 룩우드 역시 총을 맞았다. 캐츠비와 퍼시는 조준하지 않은 채 발포된 총탄에 맞아 절명하였다. 집안으로 뛰쳐든 공격자들은 죽었거나 죽어가는 공모자들의 옷을 벗겼다. 살아남은 그런트와 모건, 룩우드 그리고 윈터는 체포되었다.

## 반응

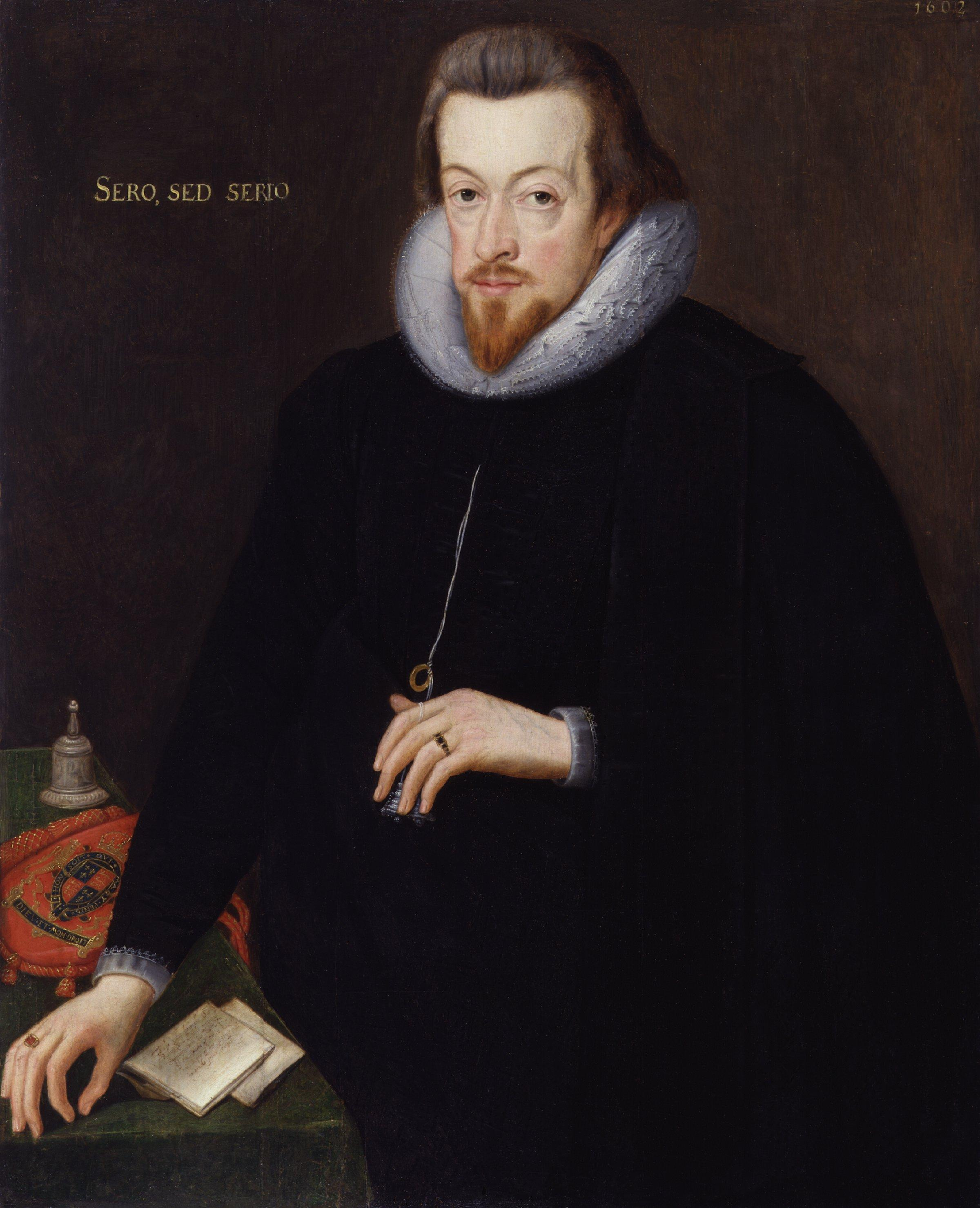
존 디클리크가 1602년 그린 제1대 샐리스버리 백작 로버트 세실의 초상화

총격전 이후 베이츠와 케이즈는 그 자리에서 체포되었지만 디그비는 몇몇 동조자와 함께 도망치다 추격자들에게 붙잡혔다. 트레셤은 조금 더 지난 11월 12일 붙잡혀 탑으로 보내졌다. 트레셤의 친족인 몬터규, 모던트, 스튜어턴 역시 런던탑에 갖혔고, 11월 27일 노섬벌랜드 백작 역시 이들과 함께 갖히게 되었다. 이 사이 정부는 음모의 폭로를 카톨릭 탄압의 명문으로 사용하였다. 엔필드 체이스에 있던 앤 보크스의 집을 수색하여 비밀 통로를 발견하였고 겁에 질린 하인을 추궁하여 가넷이 종종 이 집에 들려 비밀 미사를 거행하였다는 진술을 받았다. 또 다른 예수회의 사제 존 게러드 신부는 하로덴에 있는 엘리자베스 보크스의 집에 은신하였다가 발각되었다. 엘리자베스는 심문을 받기 위해 런던으로 출두하였다. 엘리자베스는 게러드가 신부라는 사실을 알지 못하였고 그저 "카틀릭 신사"라고만 알고 있었으며 그가 어디서 무엇을 했는 지도 몰랐다고 진술하였고 보석으로 석방되었다. 공모자들의 집은 모두 철처히 수색되었고 약탈당하였다. 메리 디그비는 수색과 약탈을 당한 뒤 빈털털이가 되었다. 11월 말 무렵 가넷은 우스터 인근의 힌틀립 홀로 이동하였다. 하빙턴 가의 집이었던 그곳에서 가넷은 추밀원에 보낼 서신을 작성하여 무고한 자신을 보호해 달라고 요청하였다.
화약음모사건이 들어난 이후 잉글랜드에는 국왕과 그의 아들을 지지하는 여론이 형성되었고 제임스 1세와 갈등을 계속하였던 의회도 국왕에 대한 충성을 다짐하였다. 샐리스버리 백작은 이 기회를 놓지지 않고 엘리자베스 1세 시절에 버금가는 왕권을 구축하고자 하였다. 캐츠비 부인의 사촌이자 메인 음모에 연루되어 탑에서 고초를 겪었던 월터 롤리는 자신이 음모에 대해 어떤 것도 알지 못하였다고 진술하였다. 로체스터 주교는 센이트 폴즈 크로스에서 음모에 대한 집회를 열었다. 11월 9일 상하 양원 공동 연설에서 제임스 1세는 군주제를 위해 긴급히 요청하는 두 사안에 대해 연설하였다. 하나는 왕권신수설의 정당성에 대한 것이었고, 다른 하나는 가톨릭 문제에 대한 것이었다. 그는 음모가 소수의 가톨릭 신도에 의해 저질러진 것일 뿐으로 잉글랜드 가톨릭 전체에 대해 죄를 묻지는 않는다는 입장을 표명하였다. 그리고 덧붙여 자신의 무사함은 신의 가호에 의한 기적으로 이는 왕권신수설의 정당함을 보인다고 주장하였다. 샐리스버리 백작은 잉글랜드 외교관들에게 어떤 일이 있었는 지 알리면서 국왕은 가톨릭 이웃들 때문에 골치를 썩이고 싶은 의사가 없다고 훈시하였다. 음모자들과 외세 사이엔 머나먼 거리가 있었고, 무신론자나 프로테스탄트 이단자라고 불리는 이들과도 아무런 연결이 없었다.

### 심문

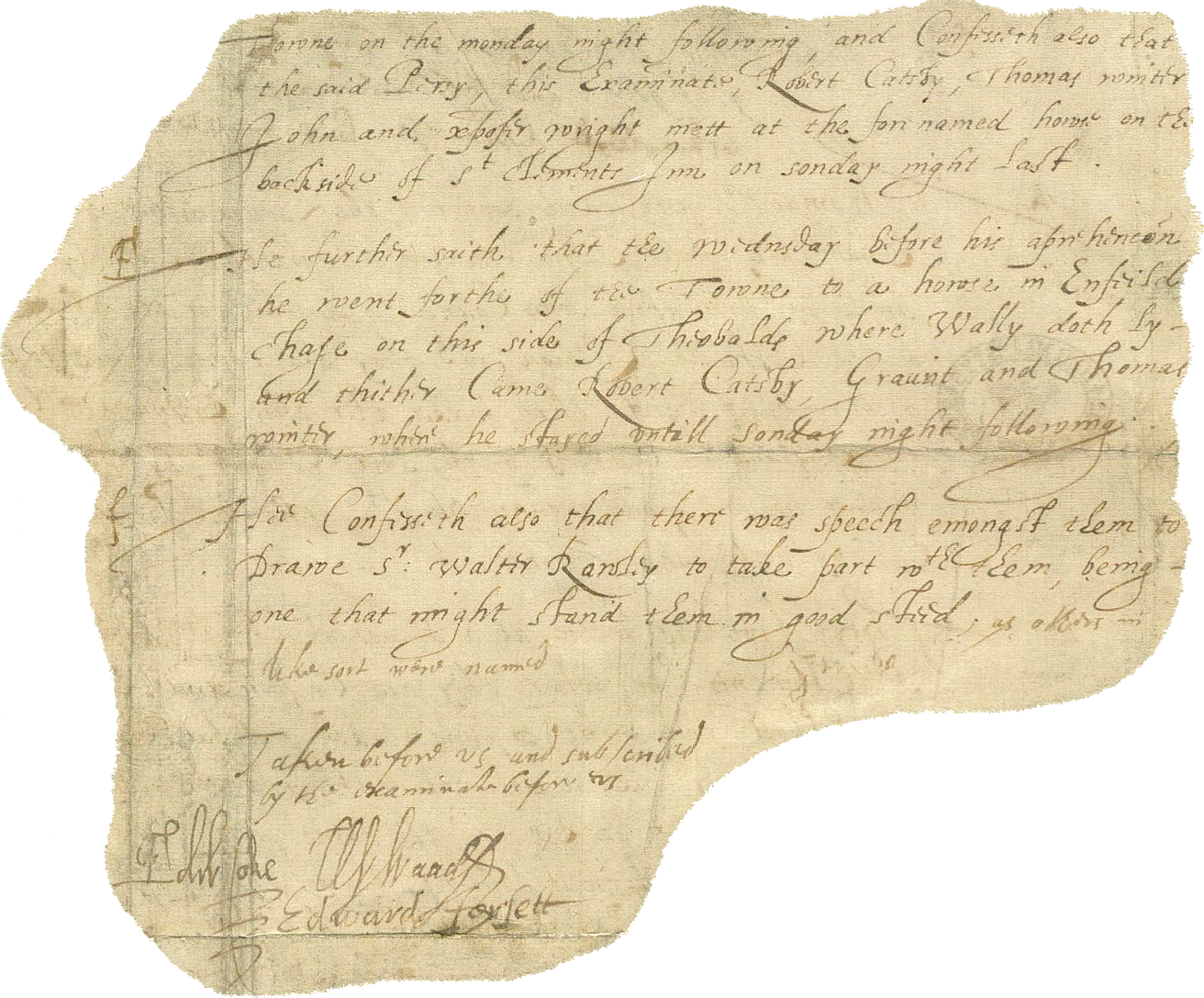
고문 직후 작성된 가이 포크스의 조서. 오른쪽 아래 낱말 "good" 밑에 희미하게 포크스의 서명이 보인다.

심문관은 에드워드 코크였다. 그는 오늘날 퀸즈 하우스로 불리는 부관 숙소에서 10주에 걸쳐 포크스를 심문하고 음모의 전모를 진술하게 하였다. 첫 심문에서 음모자들에게 고문을 가한 실질적 증거는 없지만 샐리스버리 백작 세실은 몇 차례의 보고에서 그들이 고문받았음을 밝히고 있다. 코크는 음모의 자백에 가장 중요한 수단이 고문이었음을 보여주었다
관련 인물 가운데 조서가 보존된 사람은 둘 뿐이다. 포크스의 조서는 11월 8일 작성되었고 토머스 윈터의 것은 11월 23일 작성되었다. 포크스와 달리 윈터의 경우 시작부터 강도 높은 고문이 진행되었다. 윈터는 추밀원에 보다 가치있는 정보를 제공할 수 있는 위치에 있는 사람이었기 때문이다. 조서 대부분은 윈터 자신이 쓴 것으로 보이지만 그 동안 사용하던 서명과는 다르게 서명되어 있다. 윈터는 그 전까지 Wintour라고 철자를 표기하였으나 조서에서는 Winter라고 서명하였다. 서명의 필체 역시 짧게 끊어져 있어 아마도 고문의 고통 속에 심문관의 강압에 못이겨 서명한 것으로 보인다. 토머스 윈터의 조서에는 그의 형제 로버트에 대한 언급이 전혀 없다. 둘의 조서는 1605년 11월 "킹즈 북"에 공표되었다.

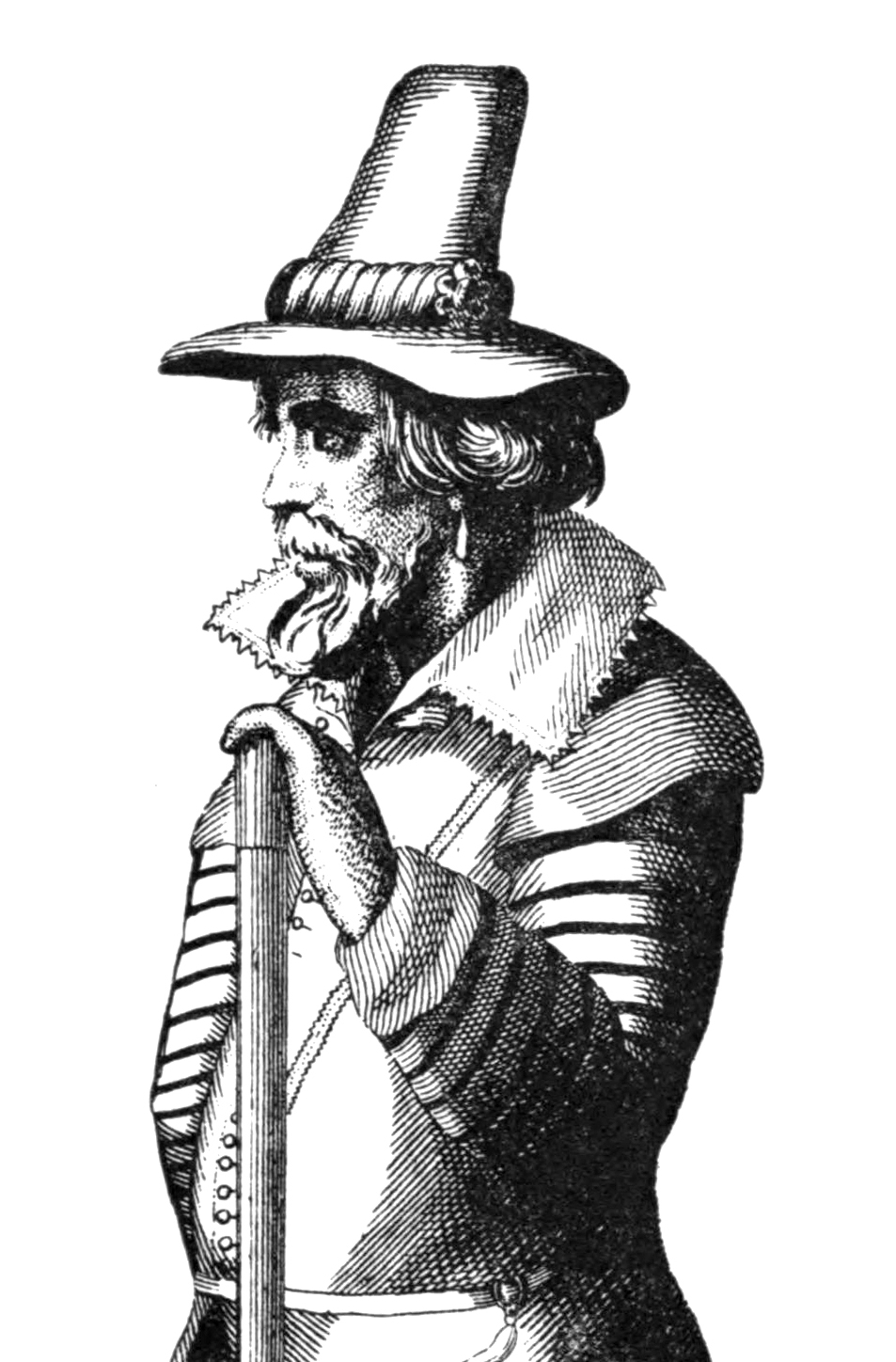
1904년의 에칭. "1606년 화약음모사건으로 처형된 토머스 윈터"란 설명을 달고 있다.

헨치 퍼시 노섬벌랜드 백작은 어려운 처지에 놓였다. 그가 11월 4일 토머스 퍼시와 오찬을 함께 한 사실이 결정적 증거로 작용하였고, 토머스 퍼시가 사망하자 백작이 음모에 가담했는 지 아니면 그렇지 않은 지를 밝혀줄 사람은 아무도 없었다. 추밀원은 노섬벌랜드 백작이 엘리자베스 공주의 보호에 책임이 있는 자리에 있었다는 이유로 그를 용의자로 지목하였다. 그러나 그의 연관을 증명할 증거는 충분하지 않았다. 노섬벌랜드 백작은 1606년 6월 27일까지 런던탑에 있다가 결국 모욕을 받으며 기소되었다. 그는 런던의 모든 관청을 돌며 발가벗겨진 채 조롱을 당했고 3만 파운드(2018년 기준 가치 6백만 파운드, 약 88억 1천만 원)의 벌금이 부과되었으며 1621년 6월까지 런던탑에 감금되었다. 모던트 공과 스튜어턴 공은 성실청에서 조사를 받았다. 이들 역시 1608년까지 런던탑에 투옥 되었으며 그 뒤 플릿 교도소로 이송되었다. 둘 모두 상당한 양의 벌금을 냈다.
음모에 직접 가담하지 않았지만 공모자들과 친분이 있던 사람들도 조사를 받았다. 노섬벌랜드의 형제들과 알렌 경, 조셀린 경 등은 체포되었다. 한 때 포크스를 고용한 바 있고 10월 29일 캐츠비를 만나기도 하였던 제2대 몬터규 자작 안소니-마리아 브라운은 몇 달에 걸친 취조를 받아야 하였다. 가톨릭 가문이었던 애그너스 웬먼은 엘리자베스 보크스와 연루되어 용의자가 되었다. 그녀는 두 차례의 심문을 받았으나 갑작스레 기소가 중지되었다. 퍼시 백작의 비서이자 훗날 노섬벌랜드 가문의 관리자가 된 제1대 도체스터 자작 두들리 칼레턴은 화약의 보관과 연루되었다는 의심을 받다가 급작스래 런던탑에 수감되었다. 샐리스버리 백작은 그의 진술을 믿고 석방하였다.

### 예수회

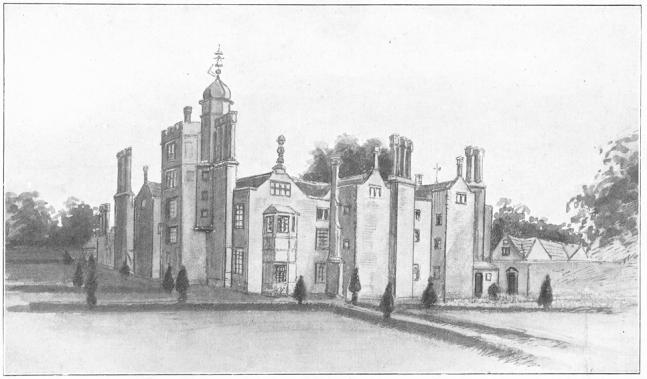
우스터셔의 힌들립 홀. 건물은 1820년 화재로 소실되었다.

12월 4일 토머스 베이츠는 가톨릭 성직자들과 음모의 관계를 샐리스베리 백작이 원하는 것 이상으로 자백하였다. 베이츠는 음모의 공모자들이 가진 거의 모든 모임에 빠지지 않았고, 테시몬드 신부가 음모에 연루되어 있노라고 자백하였다. 1606년 1월 13일 심문에서 베이츠는 11월 7일 가넷과 테시몬드를 만나게 된 경위와 그 자리에서 둘에게 음모의 실패를 알렸다고 진술하였다. 또한 베이츠는 심문관에게 테시몬드와 함께 말을 타고 허딩턴까지 갔으며 그 뒤로 테시몬드는 힌들립 홀로 향했고 그곳은 1605년 10월 가넷, 게러드, 테시몬드와 함께 모임을 가진 곳이라고 말했다. 같은 시기인 12월 동안 트레셤은 건강이 극도로 악화되었다. 트레셤의 아내와 유모, 그리고 하인이었던 윌리엄 바바서가 정기적으로 방문하였다. 트레셤은 배뇨 곤란을 겪고 있었는데 바바서는 이와 관련한 치료 행위를 하였다. 트레셤은 1603년 스페인 방문 당시 가넷 역시 여기에 가담하였다고 진술하였으나 죽음이 임박하자 그렇지 않다고 번복하였다. 그의 진술 어디에도 몬터글 서신에 대한 언급은 없었다. 트레셤은 12월 23일 이른 아침에 사망하였고 런던탑 내에 매장되었다. 트레셤은 다른 공모자들과 함께 심리를 받지는 않았지만 재판 이후 시신에서 잘라낸 머리가 창에 꿰여 노샘프턴 아니면 런던 브리지에 세워졌고 재산은 몰수되었다.
1월 15일 가넷 신부, 게러드 신부, 그린웨이(테시몬드) 신부에 대한 수배령이 공표되었다. 테시몬드와 게러드는 잉글랜드를 탈출하는 데 성공하여 자유로운 여생을 보냈으나 가넷에게는 그런 행운이 따르지 않았다. 수배령이 공표되기 며칠 전인 1월 9일 로버트 윈터와 스테펀 리틀턴이 체포되었다. 둘은 해글리에 있던 험프리 리틀턴의 집으로 피신하였다. 험프리의 형 존 리틀턴은 일찌기 의원이었으나 1601년 에섹스 반란으로 반역죄를 선고받고 처형되었다. 험프리 가의 요리사는 갑자기 식사량이 늘어나자 그의 주인을 의심하였다. 험프리는 두 도망자가 숨어 든 것을 부인하였지만 그 사이 다른 하인이 밀고하였다. 1월 20일 지방 판사가 수하를 대동하고 토머스 하빙턴의 집인 힌들립 홀에 들이닥쳐 예수회 성직자들을 체포하였다. 그들은 하빙턴의 항의에 아랑곳 않고 나흘에 걸쳐 집을 샅샅이 뒤졌다.1월 24일 굶주림에 지친 두 성직자가 은신처에서 밖으로 나와 발각되었다. 한편 해글리에서 체포를 피해 도망친 험프리 리틀턴은 스타포드셔의 프레스트우드에서 체포되었다. 그는 우스터에 수감되어 사형 선고를 받았다. 1월 26일 험프리는 목숨을 구하기 위해 가넷의 은신처를 알려주었다. 다음날 가넷 신부는 다른 성직자들과 함께 사제 은신처에서 체포되었다.

### 재판

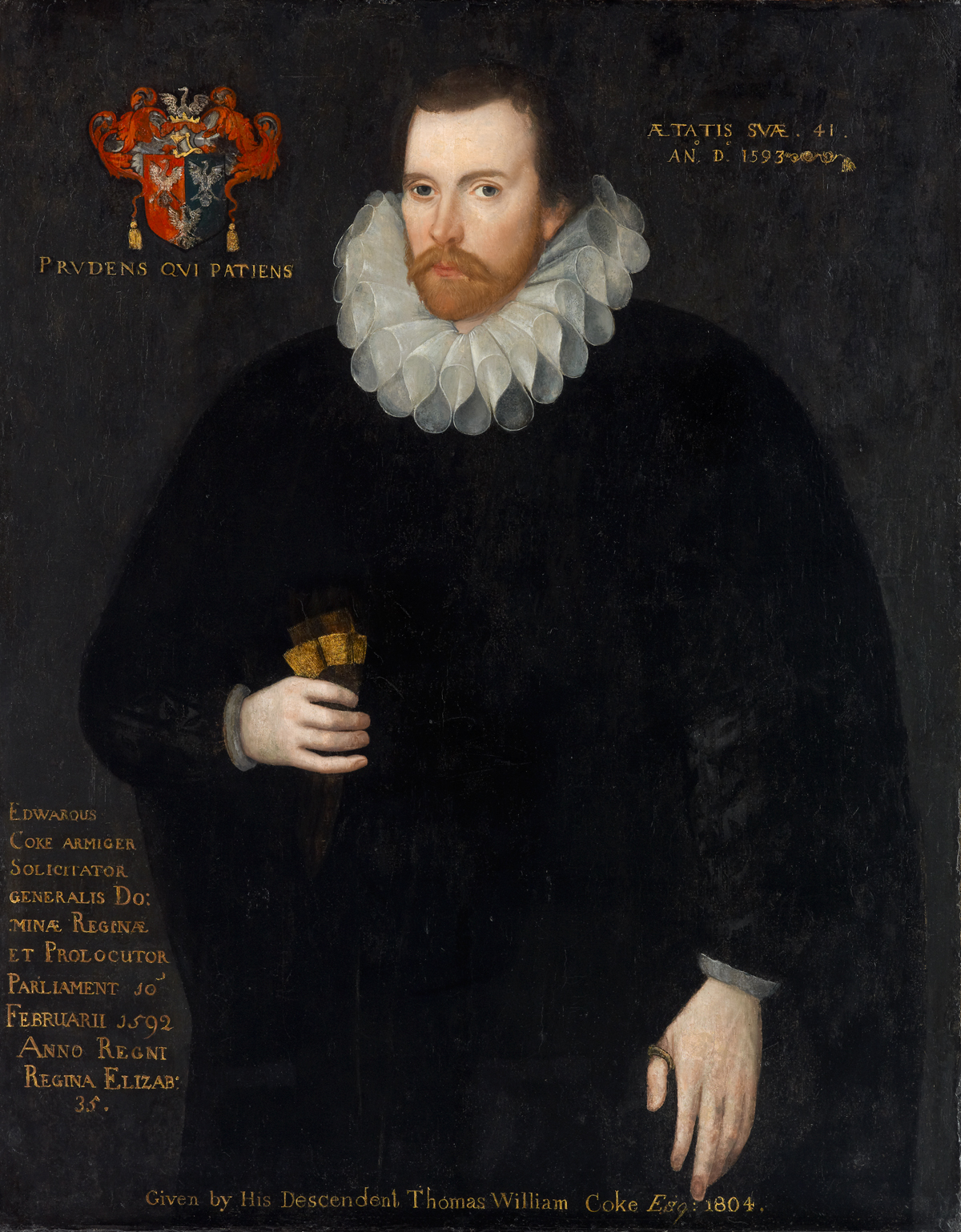
정부의 법률대리인으로서 음모자들을 기소한 에드워드 코크

우연하게도 가넷 신부가 발각된 그날 살아남은 음모자들은 웨스트민스터 홀의 재판정에 세워졌다. 피고 여덟 명 가운데 일곱 명은 런던탑에 갖혔다가 성실청에 불려 나왔고, 아마도 신분이 낮았던 베이츠는 일반 잡범이 수감되는 게이트하우스 교도소에 갖혀 있다가 재판정에 서게 되었다. 죄수들 중 몇은 낙담한 빛이 역력했으나 나머지는 태연 자약한 태도로 심지어 담배를 피우기까지 하였다. 많은 방청객이 재판정을 메웠다. 추밀원 참의원이었던 서퍽 백작 토머스 하워드, 우스터 백작, 노샘프턴 백작, 데번셔 백작 윌리엄 캐번디시, 샐리스버리 백작 로버트 세실 등이 지켜보는 가운데 대법관 존 팝햄이 재판장으로서 재판을 진행하였고, 대장성 수석 남작(오늘날의 재무성 차관)이었던 토머스 플레밍과 다른 두 법관, 토머스 웜슬레이와 피터 워버튼이 커먼 로우(Common law) 법관의 자격으로 배석하였다. 왕과 그의 가족들도 눈에 띄지 않는 자리에 앉아 재판을 지켜보았다. 재판이 시작되자 반역자의 이름이 큰소리로 낭독되었며 가넷, 테시몬드, 게러드와 같은 예수회 사제들이 먼저 호명되었다.
잉글랜드 서민원의 대변인 에드워드 필립스(훗날 민사항소법원장이 된다)가 음모에 대해 세세하게 설명하였다. 그를 이어 잉글랜드 웨일스 검찰총장 에드워드 코크가 샐리스베리 백작의 영향을 받은 긴 연설을 하였는데 그 속에는 국왕은 카톨릭에 대해 어떠한 약속도 한 바 없다는 내용이 포함되어 있었다. 또한 몬터글 백작에 의해 폭로된 음모를 기소하면서 1603년에 있었던 음모자들의 스페인 개입 요청을 강하게 비난하였다. 포크스는 가넷이 사전에 음모를 전혀 모르고 있었다고 항변하였으나 코크는 이를 부정하였다. 기소에서 외세에 대한 거론은 신중하였지만, 카톨릭 사제들은 언제라도 그럴 수 있는 소지가 충분하다는 이유로 저주 받았다. 코크는 음모자들이 예수회를 끌어들인 과정에 대해 약간의 의문을 제기했는데, 가넷이 나중에 음모를 비난했다는 증언과는 달리 캐츠비를 처음 만났을 때 보인 미심쩍은 반응이 바로 예수회가 음모의 중심에 있었음을 증명하며 따라서 화약음모사건은 앞으로 언제나 예수회 반란으로 기억될 것이라고 주장하였다. 코크는 여왕과 왕실 그리고 폭발을 피한 무고한 사람들의 안도감을 느낀다며 기소를 마쳤다.

Error: 인용을 위한 텍스트가 제공되지 않음(또는 실제 인수에 사용된 기호와 이름 없는 매개변수)

코크는 기소된 전원에 대해 교수척장분지형을 구형하였다. 사다리에 올려 목매달아 "반쯤 죽은" 죄수를 끌어내어 배를 가르고 "창자를 꺼내 그의 눈 앞에서 불태운" 뒤 "말에 매달아 땅바닥에 끌고 다니는" 잔혹한 형별이었다. 자백 조서와 선고가 낭독되었고 죄수들은 최후 진술을 하였다. 룩우드는 "세상 누구보다 사랑하는" 캐츠비가 하는 일이어서 따랐을 뿐이라고 진술하였고, 토머스 윈터는 자신과 형제를 그저 교수형에 처해 달라고 애원하였다. 가이 포크스는 기소 내용 전체에 대해 자신은 무고하다고 주장하였다. 베이츠와 로버트 윈터는 자비를 빌었다. 가넷은 "음모에 대해 듣기는 했지만 실행에 가담하지는 않았다"고 진술하였다. 디그비만이 다른 이들과 달리 최후 진술을 하였는데 유죄를 인정하면서도 가톨릭에 대한 국왕의 관용을 탄원하면서 캐츠비와 나머지 사람들이 벌인 일은 가톨릭에 대한 애정에서 비롯된 것이라 말하였다. 그는 도끼 참수형을 청하면서 자신의 어린 가족들에게 자비를 배풀어 달라고 탄원하였다. 그러나 디그비의 탄원은 받아들여지지 않았고 다른 공모자들과 같은 형벌을 받았다. 음모자들은 모두 대역죄에 대해 유죄를 선고받았고 디그비는 "할 수 있다면 저를 용서해 주시기 바랍니다. 그러신다면 좀 더 용감히 교수대로 갈 수 있겠습니다."고 외쳤다. "신께서 용서하시고 우리도 그럴 것"이란 짧은 대답이 돌아왔다.

가넷은 23 회에 걸친 많은 심문을 받았다. 그는 랙 고문을 할 것이란 위협에 "Minare ista pueris (위협은 소년에게나 하는 것)"이라 대답하였다고 한다. 가넷은 가톨릭이 음모에 연루되었다는 어떠한 추궁도 거부하였다. 심문을 통해 카톨릭과의 연계를 자백받을 수 없게 되자, 간수는 옆 방의 다른 가톨릭 사제와 가넷이 대화할 수 있도록 틈을 보인 뒤 둘이 하는 모든 대화를 엿들었다. 둘이 대화하는 가운데 가넷이 음모를 알지 못했다면 말할 수 없는 약간의 정보를 흘리자 고문을 가했고, 그가 예수회 사제 오스월드 테시몬드를 통해 캐츠비의 계획을 알았다는 자백을 받아냈다. 가넷은 3월 28일 런던 길드홀에서 대역죄에 대한 재판을 받았다. 재판은 이날 오전 8시에 시작하여 오후 7시까지 이어졌다. 코크는 가넷이 음모를 선동한 배후라며 "(그는) 자신의 타고난 재능과 소질인 교육 기술을 살려 감언으로 꼬득이고, 예수회라는 직분을 이용하여 이 사악한 반역의 실질적인 수장이었으며, 위선의 대가로서, 왕자들을 타도하고 왕국을 전복하고 파괴를 불러오려 하였다"고 기소하였다. 가넷은 모든 혐의를 부인하면서 자신은 거톨릭 사제로서의 본분을 다했을 뿐이라고 주장하였지만 법정은 가넷의 혐의를 모두 유죄로 인정하고 사형을 선고하였다. 로마 가톨릭교회는 이 후 가넷 신부를 성인으로 시성했다.

### 처형

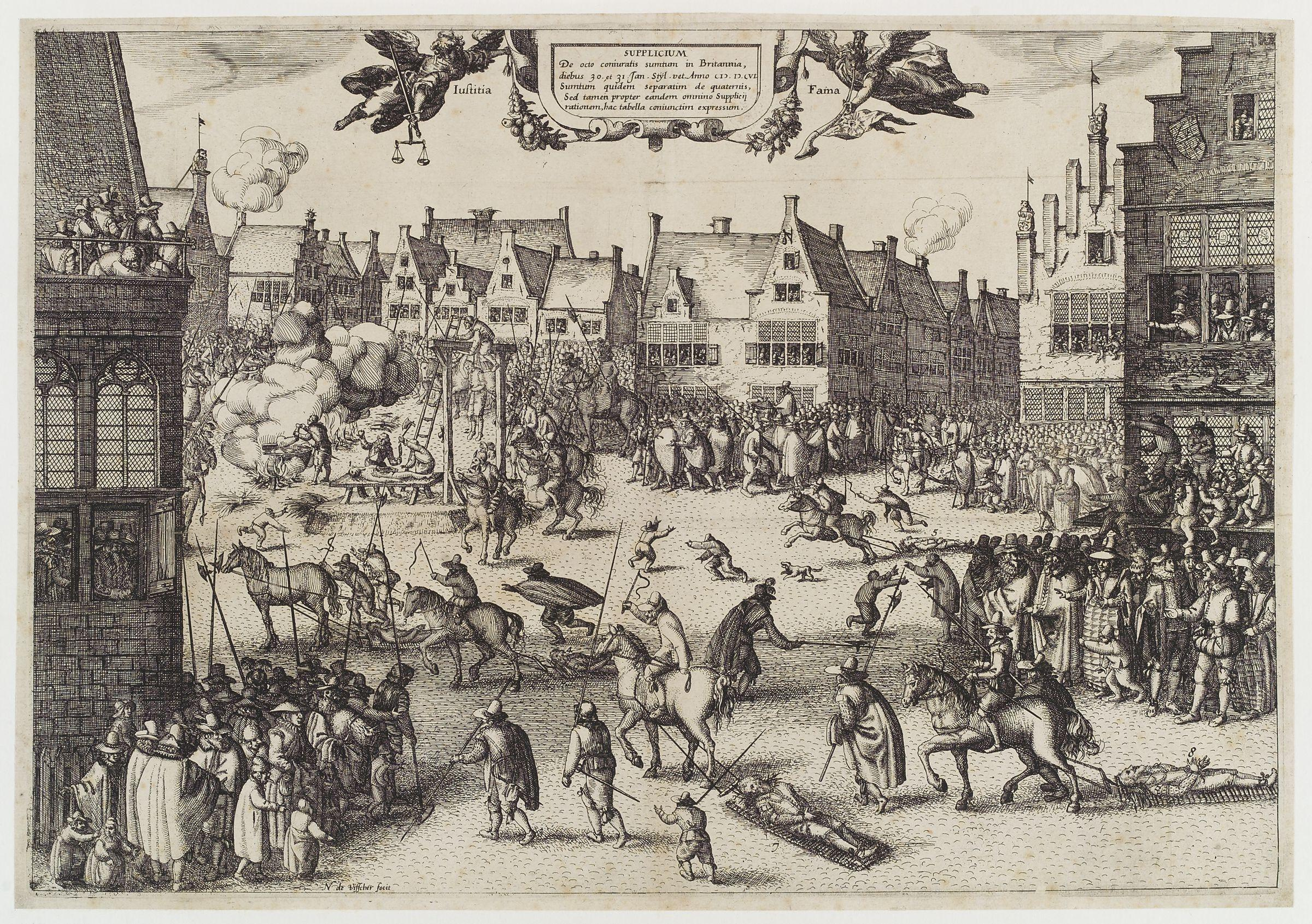
화약음모사건 공모자들의 교수척장분지형을 묘사한 판화

화약음모사건의 공모자들은 교수척장분지형에 처해졌다. 처형 전에 이미 사망한 캐츠비와 퍼시도 시신이 파해쳐져 같은 처형을 받았는데 처형은 상원 의회 밖에서 이루어졌다. 1월 30일 에버러드 디그비, 로버트 윈터, 존 그런트, 토머스 베이츠가 나무로 가설된 처형장에서 처형을 받았고 군중들이 운집한 런던의 거리를 지나 세인트 폴스 처치야드까지 말에 묶여 끌려다녔다. 처음으로 교수대에 오른 디그비는 몰려든 군중들에게 용서를 구하고 개신교 목사의 입회를 거부하였다. 속옷만 남긴 채 옷을 벗기우고 사다리에 올려진 디그비는 올가미에 목이 매달렸고 잠시 후 숨이 아직 붙어 있을 때 끌어내려진 다음 배가 갈리우고 장기가 뽑혔다. 다른 세 공모자 역시 같은 절차를 거쳤다. 다음날 토머스 윈터와 앰브로즈 룩우드, 로버트 케이즈, 그리고 가이 포크스가 건너편인 웨스트민스터의 올드 팰리스 야드 앞에서 처형되었다. 케이즈는 집행인의 명령을 기다리지 않고 교수대에서 뛰어 내렸지만 죽지 못하고 결국 살아있는 채로 배가 갈렸다. 가이 포크스는 이미 고문으로 쇠잔해 진 몸으로 사다리에서 뛰어내렸고 목이 부러져 즉사하였다. 이 때문에 포크스는 살아있는 채로 배가 갈리는 고통을 피할 수 있었지만, 죽은 시신에 대한 처형은 계속되었다.
스티븐 리틀턴에 대한 처형은 스태퍼드에서 시행되었다. 그의 사촌 험프리 리틀턴은 우스터의 레드힐에서 최후를 맞았다. 헨리 가넷의 처형은 1606년 5월 3일 시행되었다.

## 영향

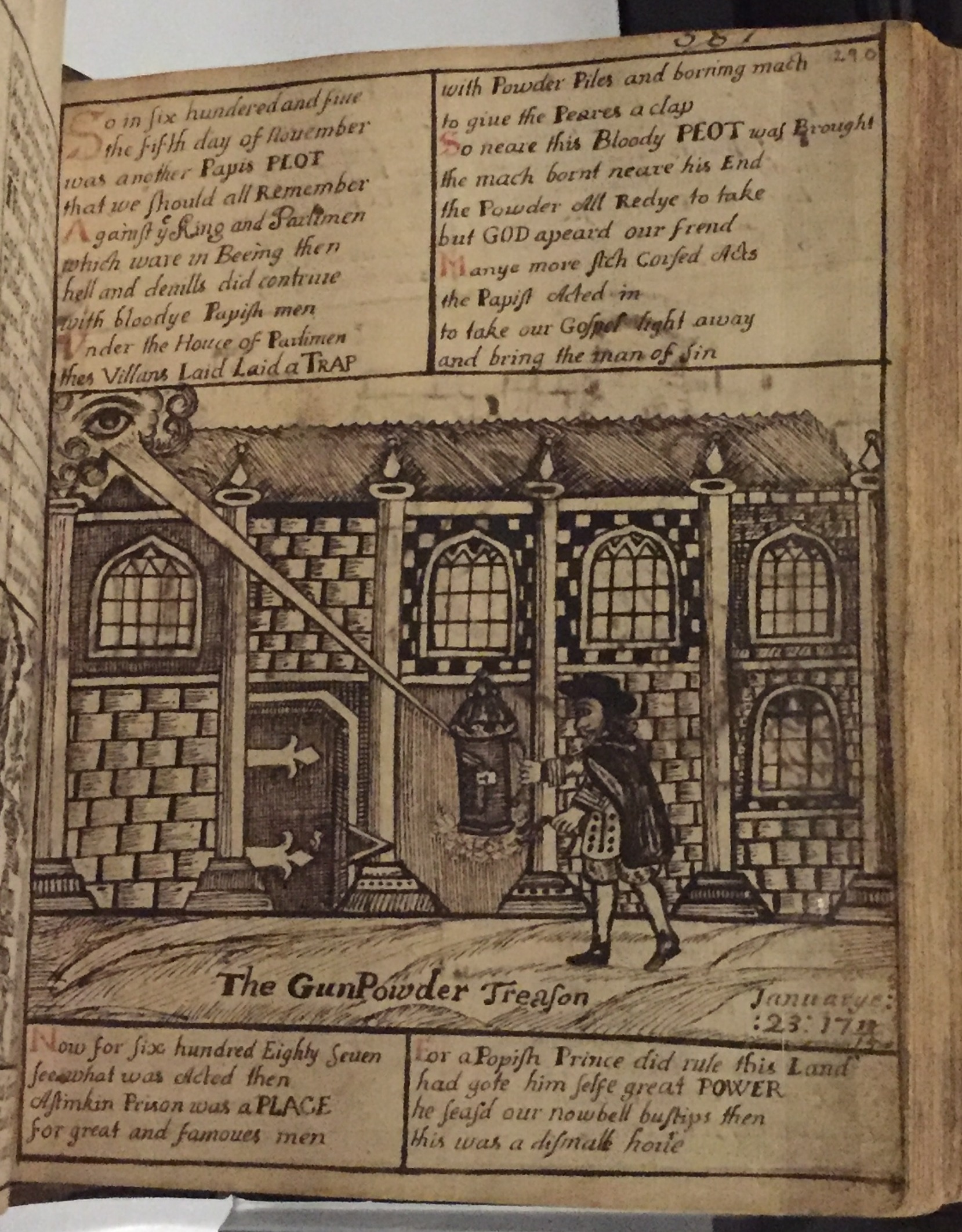
18세기 개신교 성경에 묘사된 "화약 반역"

화약음모사건 이후 잉글랜드 의회는 반카톨릭 정책을 강화하였다. 또한 이 사건으로 잉글랜드 가톨릭 교도가 보다 관대한 처분을 받을 수 있도록 할 스페인의 지원은 완전히 봉쇄되었다. 1606년 여름 재정된 "교황파"에 대한 법률은 엘리자베스 1세 시절 시행되었던 잉글랜드와 웨일스 내의 가톨릭 교도에 대한 벌금을 복원시켰고, 성찬례에 대한 시험을 도입하고 충성 서약을 강요하였다. 또한 가톨릭 교도에게 "교황으로부터 파문된 군주는 이단으로 처단할 수 있다"는 견해를 거부하도록 요구하였다. 가톨릭에 대한 차별을 철폐하는 가톨릭교도 해방령은 이후 200년이 지나야 공포되었지만, 제임스 1세 치세에도 많은 가톨릭 귀족들이 국가의 중요 직위를 맡고 있었고 사건 이후로도 그리 달라지지는 않았다. 가넷이 희망한 가톨릭에 대한 "관용"의 황금기는 아닐지라도 제임스 1세는 소수에게만 반역의 죄를 물었을 뿐 나머지 가톨릭 평신도들을 법정에 세우지는 않았다.
윌리엄 셰익스피어는 1603년에서 1607년 사이에 쓴 그의 희곡 《헨리 4세 1부》에서 노섬벌랜드 가문의 이야기를 소재로 삼고 있다. 《맥베스》에서도 존 루스벤 백작의 음모 묘사에 화약음모사건을 참조하였다. 흥미로운 것 가운데 한 가지는 제임스 1세가 이 사건을 계기로 자신의 악마학을 더욱 공고히 하였다는 점이다. 그는 잉글랜드의 국왕으로 즉위하기 전인 1597년 스코틀랜드에서 《악마학》을 저술하면서 "공정이 부정의이고 부정의가 공정이다"(fair is foul and foul is fair)와 같은 다의적 표현을 자주 사용하였는데, 음모자들이 소지품에서 가넷의 논문 〈다의성에 대한 고찰〉이 이후 제임스의 서술에 영향을 주었을 가능성이 있다. 존 밀턴 역시 화약음모사건의 영향을 받은 작가 가운데 한 명으로, "끔찍히 골치아픈 시"라는 평을 받기도한 1926년작 〈11월 5일〉(In Quintum Novembris)에는 "파르티잔이 잉글랜드 개신교에게 국경일을 만들어 주었지"라는 구절이 들어있다. 이 시의 1645년 판본과 1673년 판본에는 본문에 앞서 화약 음모를 소재로 한 다섯 개의 에피그램이 수록되어 있다. 밀턴의 대표작인 《실락원》에도 화약음모사건에서 영향을 받은 구절들이 보인다.

Error: 인용을 위한 텍스트가 제공되지 않음(또는 실제 인수에 사용된 기호와 이름 없는 매개변수)

화약음모가 발각된 11월 5일은 17세기 내내 영국 개신교의 국경일이었고 이는 오늘날 가이 포크스의 밤으로 이어져 오고 있다. 사학자 로날드 휴턴은 만일 화약음모가 성공하여 국왕을 비롯한 상원 의회 전체가 사망하였다고 하더라도 곧바로 가톨릭에 대한 역풍이 불었을 것이라고 추정한다. 당시 잉글랜드 사람들의 눈에 이들의 행동은 외세를 등에 엎고 자신의 종교를 앞세우는 일로 비추어졌을 것이다.

### 음모론
샐리스버리 백작 로버트 세실은 화약음모사건을 왕권 강화와 반가톨릭 정책 수행에 이용하였다. 이때문에 음모론을 퍼뜨리는 사람들은 오히려 샐리스백작이 음모의 배후라고 주장하는 경우도 있었다. 1678년 링컨 주교 토머스 바로우는 조작된 음모인 교황의 음모를 거론하며 "세실 장관이 화약음모를 조작한 것이라는 주장은 아무 근거가 없는 말"이라고 음모론에 반박하였다. 교황의 음모는 티터스 와테스라는 사람이 지어낸 헛소문이었는데 이 역시 의회 개원일에 지하 석실을 폭발하려 하려 한다는 내용이었다. 이 소문으로 잉글랜드에 반가톨릭 광풍이 불어 여덟 명의 예수회 성직자가 처형되었다.
1897년 가톨릭 사립학교인 스토니허스트 컬리지의 존 게러드 신부(우연히도 화약음모에 연루된 예수회 게러드 신부와 이름이 같다)는 《화약음모사건은 무엇이었나?》에서 샐리스버리 백작은 예수회를 음모에 엮은 책임이 있다고 주장하였다. 이 책이 발간되자 같은 해 17세기 영국사 연구의 대표적 사학자 가운데 한 명인 새뮤얼 로우슨 가디너는 게러드의 주장을 "너무 나간 비난"이라고 반박하였다. 음모가 잉글랜드 가톨릭 안에서 태동한 것은 부정할 수 없다는 것이다. 1969년 프란시스 에드워드는 《가이 포크스: 화약음모의 진실?》에서 샐리스버리와 얽힌 음모론은 아무런 증거가 없는 억측이라고 서술하였다.
의회 건물의 지하 석실은 1678년 교황의 음모가 풍문으로 떠돌 때까지도 사유지였다. 지하석실은 오늘날에도 보존되어 있다.

### 가이 포크스의 밤

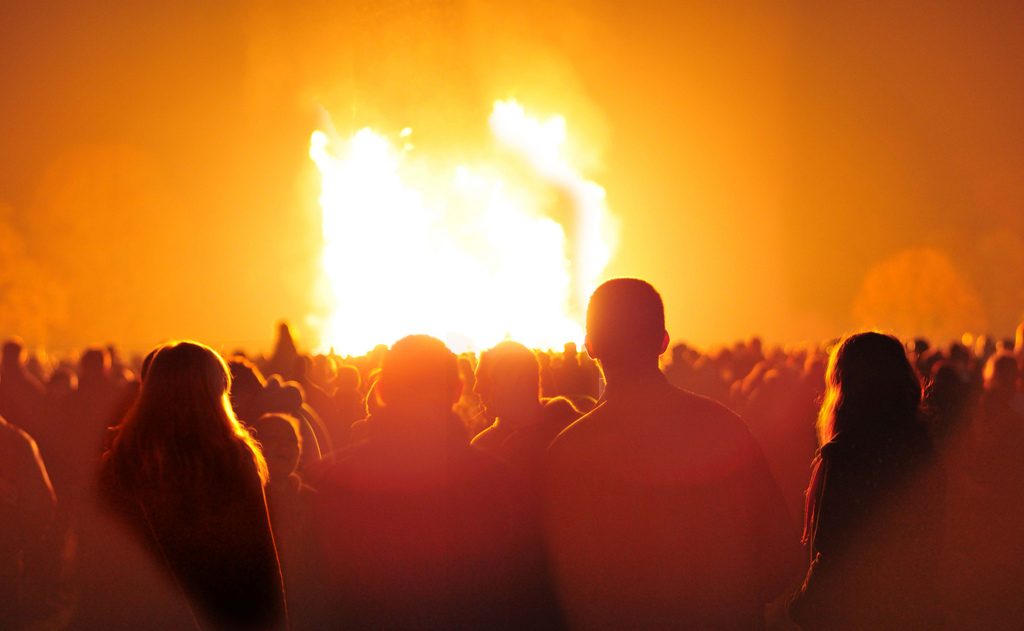
영국에서는 11월 5일 화약음모의 실패를 축하하는 가이 포크스의 밤 행사가 열린다.

1606년 1월 잉글랜드 의회는 1605년 11월 5일 관례법을 제정하였다. 해마다 11월 5일을 맞아 국왕의 강령을 축수하는 기념 행사를 갖도록 하는 법이었다. 이 법은 1859년 연간 경축일법이 재정될 때까지 존속되었다. 1605년 관례법은 11월 5일 모든 교회가 종을 울리고 음모의 발각을 축하하여 모닥불을 피우도록 하고 있었고, 이후 폭죽을 쏘아올리는 행사가 포함되었다. 이것이 오늘날에도 이어지는 가이 포크스의 밤 행사의 기원이 되었다.
가이 포크스의 밤 행사에서 아이들은 종이와 헌옷을 이용하여 "가이" 허수아비를 만들고 모닥불에 놓아 불태웠다. 이 때문에 허름한 옷을 입은 사내를 "가이"라고 부르게 되었으며 이후 미국으로 건너가 이민자들 사이에서 일반적으로 사내를 뜻하는 말로 쓰이게 되었다.

Error: 인용을 위한 텍스트가 제공되지 않음(또는 실제 인수에 사용된 기호와 이름 없는 매개변수)

### 실험
2005년 영국의 민간방송 ITV은 화약음모사건을 위해 모은 36통의 화약이 실재 얼만큼의 폭발력을 갖는 지 실험하였다. 방송 프로그램의 실험 결과 건물 전체를 폭발시키고 그 안의 사람들을 죽이거나 다치게 하기 충분한 양이었다는 것이 확인되었다.

## 같이 보기
- 런던탑
- 가이 포크스
- 제임스 1세
- 영국 성공회
- 《브이 포 벤데타》

## 참고 문헌
- Brice, Katherine (1994), 《The Early Stuarts 1603–40》, Hodder Education, ISBN 978-0-340-57510-9
- Cressy, David (1989), 《Bonfires and bells: national memory and the Protestant calendar in Elizabethan and Stuart England》, Weidenfeld & Nicolson, ISBN 0-297-79343-8
- Croft, Pauline (2003), 《King James》, Macmillan, ISBN 0-333-61395-3
- Demaray, John G. (1984),  Simmonds, James D., 편집., “Gunpowder and the Problem of Theatrical Heroic Form”, 《Milton Studies 19: Urbane Milton: The Latin Poetry》 (University of Pittsburgh Press), ISBN 0-8229-3492-2
- Forbes, Esther (1999) [1942], 《Paul Revere and the Times He Lived In》, Houghton Mifflin, ISBN 0-618-00194-8
- Fraser, Antonia (2005) [1996], 《The Gunpowder Plot》, Phoenix, ISBN 0-7538-1401-3
- Haynes, Alan (2005) [1994], 《The Gunpowder Plot: Faith in Rebellion》, Hayes and Sutton, ISBN 0-7509-4215-0
- Hogge, Alice (2005), 《God's Secret Agents: Queen Elizabeth's Forbidden Priests and the Hatching of the Gunpowder Plot》, Harper Collins, ISBN 0-00-715637-5
- Marshall, John (2006), 《John Locke, Toleration and Early Enlightenment Culture》, Cambridge University Press, ISBN 978-0-521-65114-1
- Marshall, Peter (2003), 《Reformation England 1480–1642》, Bloomsbury Academic, ISBN 978-0-340-70624-4
- Nichols, John (1828), 《The Progresses, Processions, and Magnificent Festivities of King James the First, His Royal Consort, Family, and Court》, J. B. Nichols
- Northcote Parkinson, C. (1976), 《Gunpowder Treason and Plot》, Weidenfeld and Nicolson, ISBN 978-0-297-77224-8
- Scott, George Ryley (1940), 《History of Torture Throughout the Ages》, Kessinger Publishing, ISBN 978-0-7661-4063-9
- Stewart, Alan (2003), 《The Cradle King: A Life of James VI & 1》, Chatto and Windus, ISBN 978-0-7011-6984-8
- Thompson, Irene (2008), 《A to Z of Punishment and Torture》, Book Guild Publishing, ISBN 978-1-84624-203-8
- Willson, David Harris (1963) [1956], 《King James VI & I》, London: Jonathan Cape, ISBN 0-224-60572-0
- Wilson, Richard (2002), 〈The pilot's thumb: Macbeth and the Jesuits〉,   Poole, Robert, 《The Lancashire Witches: Histories and Stories》, Manchester University Press, 126–145쪽, ISBN 978-0-7190-6204-9